# Behinderung

Internationales Zeichen für eine Zugangsmöglichkeit für Menschen mit Behinderung (engl. International Symbol of Access)

Vor allem im spanischsprachigen Raum verwendete „Bandera de la Superación y la Discapacidad“ (deutsch: „Flagge der Überwindung und der Behinderung“)

Als Behinderung bezeichnet man eine dauerhafte und gravierende Beeinträchtigung der gesellschaftlichen und wirtschaftlichen Teilhabe bzw. Teilnahme einer Person. Verursacht wird diese durch die Wechselwirkung ungünstiger sozialer oder anderer Umweltfaktoren (Barrieren) und solcher Eigenschaften der Betroffenen, welche die Überwindung der Barrieren erschweren oder unmöglich machen.
Behinderung wird demnach nicht als „Krankheit“ betrachtet: Behindernd wirken in der Umwelt des Menschen sowohl Alltagsgegenstände und Einrichtungen – oder das Fehlen solcher Einrichtungen – (physikalische Faktoren) als auch die Einstellung anderer Menschen (soziale Faktoren). Gegenständliche Barrieren erhalten ihre behindernde Eigenschaft oft durch mangelnde Verbreitung von universellem Design, das nicht nur Bedürfnisse zahlenmäßig großer oder einflussreicher Bevölkerungsgruppen berücksichtigt.
Das Partizip behindert, von dem die Personenbezeichnung Behinderte abgeleitet ist, kann abhängig vom eigenen Blickwinkel oder Standpunkt benutzt werden:
- als Vorgangspassiv (jemand wird behindert) aus Sicht der Gesellschaft („Soziales Modell von Behinderung“),
- als Zustandspassiv (jemand ist behindert) aus medizinischer Sicht („Medizinisches Modell von Behinderung“).

Diese im deutschsprachigen Raum verbreitete Zweiteilung der Erklärungsansätze wird international überwiegend als unterkomplex bewertet. Zum einen gibt es Ansätze, beide Modelle in einer Theorie der Behinderung zu vereinigen. Zum anderen weist Sophie Mitra (Fordham University in New York) darauf hin, dass es mindestens neun verschiedene Varianten des sozialen Modells der Behinderung gebe.

## Länderübergreifender Überblick

### Kategorien und Ursachen
Der Wiener Universitätsprofessor Gottfried Biewer sieht in einem Lehrbuch fünf unterschiedliche Systematiken der Kategorisierung und Klassifizierung, die zu Differenzen beim begrifflichen Verständnis von Behinderung führen. So gäbe es medizinische Klassifikationen (ICD, DSM-5), pädagogische Behinderungsbegriffe, sonderpädagogische Kategorien, die Einteilung der OECD (disability, learning difficulties und disadvantages) und das bio-psychosoziale Modell (ICF) der WHO. Aktuell am gebräuchlichsten seien sonderpädagogische Zuschreibungen, bei denen Förderbedarfe bestimmten Entwicklungsbereichen zugeordnet werden (Sehen, Hören, geistige Entwicklung etc.). Das im Bildungsbereich verwendete Modell der OECD unterscheide zwischen Behinderungen mit organischen Ursachen (Kategorie A), Lernstörungen (Kategorie B) und Benachteiligungen aufgrund sprachlicher, sozialer und kultureller Gegebenheiten (Kategorie C). Im Unterschied zu diesen Kategorisierungssystemen stelle die ICF der WHO in erster Linie eine gemeinsame Sprache zur Beschreibung von Phänomenen dar.
Behinderung tritt meist im Zusammenspiel mehrerer ursächlicher Faktoren auf. Typische individuell-beeinträchtigende Merkmale eines Menschen („Schädigung“ oder „Beeinträchtigung“) sind fehlende oder veränderte Körperstrukturen sowie chronische körperliche und psychische Krankheiten. In Verbindung damit können Umweltfaktoren als physikalische Barrieren, zum Beispiel in Form von Bordsteinen, Engstellen, Treppen, nicht barrierefreie Internetseiten oder eine naturbelassene Umwelt zu einer Behinderung eines Menschen führen. Hinzu kommen gesellschaftliche Barrieren etwa in Ausbildung, Arbeitswelt, Freizeit und Kommunikation, wenn sie zum Ausschluss von Menschen mit abweichenden Merkmalen führen.
Grundsätzlich lassen sich Behinderungszusammenhänge grob in folgende Bereiche kategorisieren:
- körperliche Behinderung
- Sinnesbehinderung (Sehbehinderung, Blindheit, Gehörlosigkeit, Schwerhörigkeit, Taubblindheit)
- Sprachbehinderung
- psychische (seelische) Behinderung
- Lernbehinderung
- geistige Behinderung

Hinsichtlich der personenseitigen Ursachen lässt sich unterscheiden zwischen
- erworbenen:
  - durch perinatale (während der Geburt) entstandene Schäden
  - durch Krankheiten
  - durch körperliche Schädigungen, zum Beispiel Gewalteinwirkung, Unfall, Kriegsverletzung
  - durch Alterungsprozesse
- bzw. angeborenen Behinderungen:
  - durch Vererbung bzw. chromosomal (z. B. Down-Syndrom) bedingt
  - durch pränatale (vor der Geburt entstandene) Schädigungen.

Behinderungen können auch als Kombination aus mehreren Ursachen und Folgen auftreten (Mehrfachbehinderung, Schwerste Behinderung), oder weitere Behinderungen zur Folge haben, z. B. Sprachbehinderung als Folge einer Hörbehinderung.

### Definitionsversuche
„Die UN-Behindertenrechtskonvention enthält keine genaue, abschließende Definition des Begriffs Behinderung, sondern legt vielmehr nur ein Verständnis von ‚Behinderung‘ dar und konkretisiert damit den persönlichen Anwendungsbereich der Konvention. Gemäß Artikel 1 Absatz 1 bezieht die UN-BRK alle Menschen ein, die langfristige körperliche, seelische, geistige oder Sinnesbeeinträchtigungen haben, die sie in Wechselwirkung mit verschiedenen
(einstellungs- und umweltbedingten) Barrieren am vollen und gleichberechtigten Gebrauch ihrer fundamentalen Rechte hindern. Die BRK orientiert sich demgemäß am sozialen Verständnis von Behinderung.“

Die Konnotation ist je nach Sprache unterschiedlich. Disability ist im englischen Sprachraum üblich.
Im Jahr 2016 sagte Ban Ki-moon, der damalige Generalsekretär der Vereinten Nationen: „Disability is not inability“. Diese Aussage ist allerdings nicht unumstritten. So stellte z. B. Alex Gregory (University of Southampton) die These auf, dass „disability“ ein Spezialfall von „inability“ sei:
„A particular kind of inability is just what all disabilities have in common.“ (deutsch: „Alle Behinderungen haben eine besondere Art von Unfähigkeit gemeinsam.“)
Die Problematisierung der Begriffe „disability“ und „discapacidad“ spielt allerdings in den Auseinandersetzungen im englisch- wie im spanischsprachigen Raum keine zentrale Rolle. Dies wird vor allem an der Selbstbezeichnung der Bewegung „Disability Pride“ deutlich.

#### Historische Definitionen
Während der Zeit des Nationalsozialismus wurden Menschen mit schwerer Behinderung als „lebensunwertes Leben“ bzw. als „Ballastexistenzen“ entwertet. Bereits 1920 hatten der Psychiater Alfred Hoche und der Jurist Karl Binding diese Begriffe in ihrer gemeinsamen Broschüre Die Freigabe der Vernichtung lebensunwerten Lebens geprägt und gefordert, die Gesellschaft müsse von „geistig Toten“ befreit werden. Derartige Gedankengänge wurden von den Nationalsozialisten nach deren Machtübernahme in die Praxis umgesetzt, indem sie Menschen mit Behinderung sterilisierten und töteten. Aktion T4 ist eine gebräuchliche Bezeichnung für die systematische Ermordung von mehr als 70.000 Menschen durch SS-Ärzte und -Pflegekräfte.
Noch 1958 orientierte sich das Innenministerium der Bundesrepublik Deutschland ausschließlich an der Defizittheorie der Behinderung, der zufolge Behinderung eine persönliche Eigenschaft einzelner Menschen sei: „Als behindert gilt ein Mensch, der entweder aufgrund angeborener Missbildung bzw. Beschädigung oder durch Verletzung oder Krankheit […] eine angemessene Tätigkeit nicht ausüben kann. Er ist mehr oder minder leistungsgestört (lebensuntüchtig).“
Die Kategorie der „Lebensuntüchtigkeit“ stellt lediglich eine Abmilderung der nationalsozialistischen Kategorie des „lebensunwerten Lebens“, aber keine vollständige Abwendung von ihr dar.

#### Sozialrechtliche Definition in Deutschland
Im bundesdeutschen Recht wird die Behinderung im Sozialgesetzbuch IX (dort: § 2 Abs. 1), so definiert: „Menschen mit Behinderungen sind Menschen, die körperliche, seelische, geistige oder Sinnesbeeinträchtigungen haben, die sie in Wechselwirkung mit einstellungs- und umweltbedingten Barrieren an der gleichberechtigten Teilhabe an der Gesellschaft mit hoher Wahrscheinlichkeit länger als sechs Monate hindern können. Eine Beeinträchtigung nach Satz 1 liegt vor, wenn der Körper- und Gesundheitszustand von dem für das Lebensalter typischen Zustand abweicht. Menschen sind von Behinderung bedroht, wenn eine Beeinträchtigung nach Satz 1 zu erwarten ist.“
Um als Mensch mit Behinderung anerkannt zu werden und einen entsprechenden Ausweis zu erhalten, ist ein Antrag beim zuständigen Versorgungsamt bzw. Amt für Soziale Angelegenheiten erforderlich (§ 152 SGB IX).
Nicht jede Form eines Kompetenzdefizits wird im deutschen Sozialrecht als „Behinderung“ bewertet. Als „Behinderung“ wird in Deutschland beispielsweise der Analphabetismus dann nicht anerkannt, wenn er nicht durch eine anerkannte andere Behinderung oder durch Krankheit verursacht ist. Das Landessozialgericht Berlin hat 2004 festgestellt:

„1. Die Fallgruppen, in denen vom BSG bisher die erhebliche Gefahr einer Verschlossenheit des Arbeitsmarktes angenommen wurde, können nicht auf vollschichtig leistungsfähige ungelernte Versicherte erweitert werden, denen der Zugang zum allgemeinen Arbeitsmarkt wegen Analphabetismus erschwert ist.

2. Analphabetismus, der nicht auf einer Krankheit oder Behinderung beruht, ist keine ungewöhnliche Leistungseinschränkung im Sinne der BSG Rechtsprechung, die bei einem ungelernten Versicherten mit vollschichtigem Leistungsvermögen für körperlich leichte Arbeiten, die Verpflichtung zur Benennung einer konkreten Verweisungstätigkeit auslöst.“

#### Internationale Klassifizierung
Nachdem die Diagnosenklassifikation der ICD-10 (engl. International Statistical Classification of Diseases and Related Health Problems, dt. Internationale statistische Klassifikation der Krankheiten und verwandter Gesundheitsprobleme) zur Behandlung von Krankheiten als nicht umfassend genug erkannt wurde, sollte in einer mehrachsigen Klassifikation unterschieden werden können zwischen den strukturellen Schädigungen, den funktionalen Störungen und den damit verbundenen sozialen Beeinträchtigungen. In den 1970er Jahren entwickelte die WHO mit der International Classification of Impairments, Disabilities and Handicaps (engl., dt. etwa Internationale Klassifizierung von Schädigungen, Funktions- oder Fähigkeitsstörungen und sozialen Beeinträchtigungen, ICIDH) ein Einteilungsschema für Krankheiten und Behinderungen, das 1980 herausgegeben wurde. Seit 1993 wurde dieses Schema in der ICIDH-2 verändert und erweitert und 1997 als Beta-1-Draft für Feldversuche freigegeben; 2001 wurde der 2000 fertiggestellte Prefinal-Draft der ICIDH-2 weiter überarbeitet, der WHO vorgelegt und als International Classification of Functioning, Disability and Health (dt. Internationale Klassifikation der Funktionsfähigkeit, Behinderung und Gesundheit, ICF) verabschiedet. Hierin sind nicht mehr die Defizite einer Person maßgeblich, sondern die für die betreffende Person relevanten Fähigkeiten und die Teilnahme am sozialen Geschehen.
| ICIDH                                                                                              | ICF |
| -------------------------------------------------------------------------------------------------- | --- |
| Impairment Schäden einer psychischen, physischen oder anatomischen Struktur                        | Impairments Beeinträchtigung einer Körperfunktion oder -struktur im Sinn einer wesentlichen Abweichung oder eines Verlustes    |
| Disability Fähigkeitsstörung, die aufgrund der Schädigung entstanden ist                           | Activity Möglichkeiten der Aktivität eines Menschen, eine persönliche Verwirklichung zu erreichen                              |
| Handicap soziale Benachteiligung aufgrund der Schäden und/oder der Fähigkeitsstörung (Behinderung) | Participation Maß der Teilhabe an öffentlichen, gesellschaftlichen, kulturellen Aufgaben, Angelegenheiten und Errungenschaften |
| —                                                                                                  | Kontextfaktoren physikalische, soziale und einstellungsbezogene Umwelt, in der ein Mensch das eigene Leben gestaltet           |

(nach Barbara Fornefeld, 2002)
Beispielhaft für eine erweiterte Begriffsdefinition unter Einbeziehung der Umgebung ist die Formulierung Alfred Sanders: Behinderung liegt vor, wenn ein Mensch mit einer Schädigung oder Leistungsminderung ungenügend in sein vielschichtiges Mensch-Umfeld-System integriert ist. Er führt Behinderung also nicht nur auf eine Schädigung oder Leistungsminderung eines einzelnen Menschen zurück, sondern auch auf die Unfähigkeit des Umfelds des betreffenden Menschen, diesen zu integrieren.

#### Schwierigkeiten der Definition

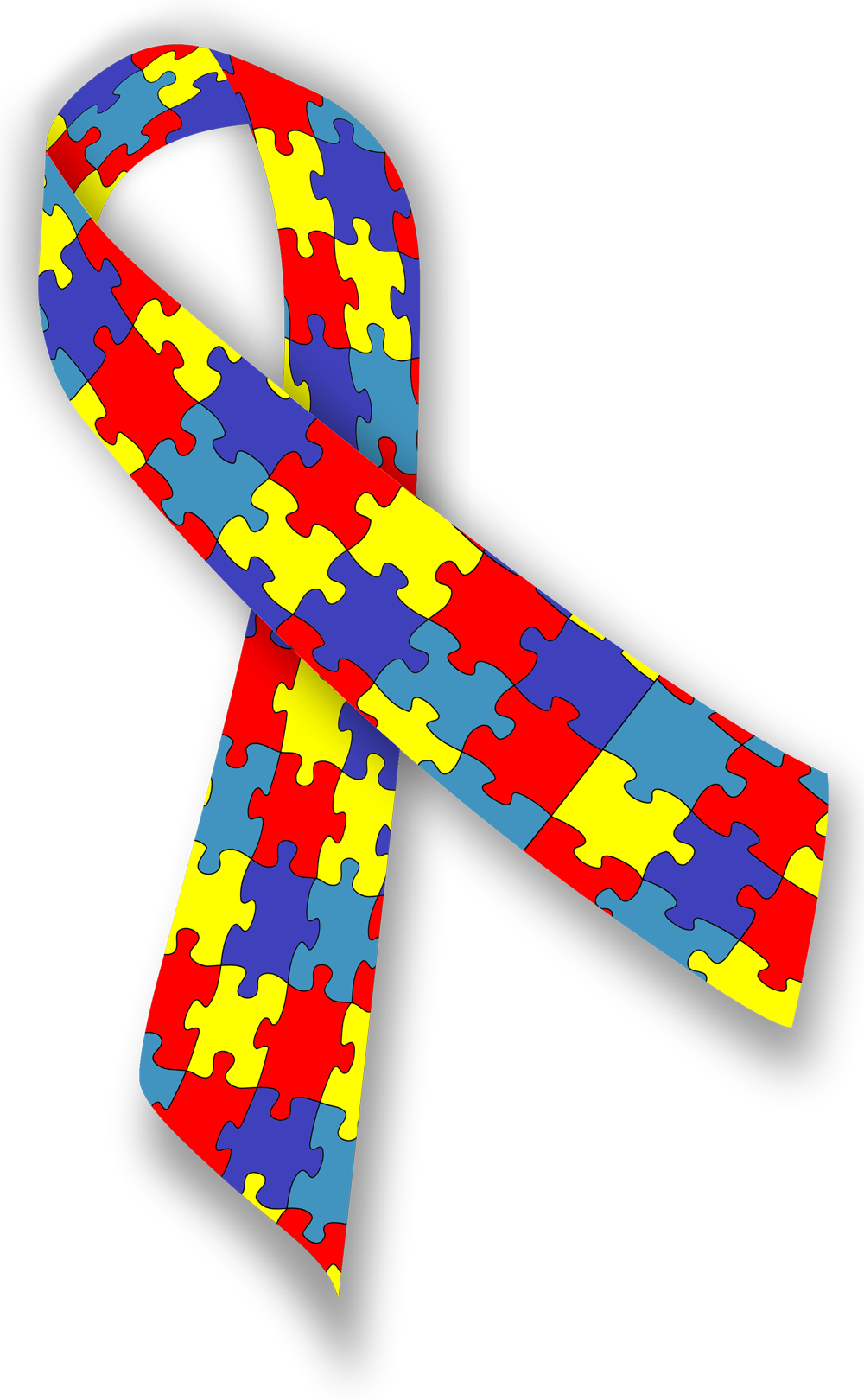
Einige Anhänger der Initiative Autistic Pride (dt. etwa „Autismus-Stolz“) tragen eine solche Schleife, um ihrem Wunsch nach Akzeptanz durch ihre Mitmenschen symbolisch Ausdruck zu verleihen. Andere Betroffene empfinden das Symbol als Beleidigung.

Diese Definition stößt teilweise an kulturelle Grenzen. Als ein Beispiel wäre die Gehörlosigkeit zu nennen. Diese wird von hörenden Menschen meist als Behinderung gesehen und viele Gehörlose würden sich dieser Definition wahrscheinlich anschließen.
Einige Gehörlose jedoch sind der Meinung, dass die Gehörlosen nicht behindert seien, sondern vielmehr als Mitglieder einer eigenen Kultur zu sehen seien, die über eigene Riten und Rituale verfüge. Der Versuch, Gehörlose hörend zu machen oder Kinder mit Cochleaimplantaten auszustatten, sei als Audismus anzusehen und gleiche einem Ethnozid. Gehörlosigkeit sei in der Kultur der Gehörlosen nicht als Makel zu sehen. Vielmehr sei hörend zu sein in dieser Kultur von Nachteil, da etwa ein hörendes Kind eventuell niemals vollkommen die Gebärdensprache seiner Eltern erlerne (siehe auch: Gehörlosenkultur#Deafhood oder Taubsein).
Die Befürworter von Neurodiversität kritisieren die Pathologisierung von Autismus ebenso wie die besonders unter Medizinern verbreitete Vorstellung, dass alle menschlichen Gehirne identisch sein sollten. Sie argumentieren, dass die Hypothese einer solchen idealen und damit erstrebenswerten Gehirnstruktur viele Mediziner zu der Annahme führt, dass jegliche Abweichung eine „Heilung“ benötige, um Konformität mit einer imaginären „neurologisch typischen“ Norm zu erreichen (siehe auch: Autistic Pride Day).
Umgekehrt gibt es auch Stimmen, die in einer weiten Auslegung des Begriffs „Behinderung“ nicht nur Nachteile sehen. So weist z. B. der „Bundesverband zur Förderung von Menschen mit Lernbehinderungen“ darauf hin, dass es für Jugendliche mit sonderpädagogischem Förderbedarf auch im Bereich Lernen vielfältige Unterstützungsmöglichkeiten und Formen der Berufsausbildung gebe. Während der Zeit der Berufsvorbereitung und Ausbildung würden „Jugendliche mit Lernbehinderungen“ „schwerbehinderten Menschen“ auch dann gleichgestellt, wenn der Grad der Behinderung weniger als 30 betrage oder ein Grad der Behinderung nicht festgestellt sei (§ 68 Abs. 4 SGB IX). Jugendliche mit „Lernbehinderungen“ erhielten deshalb spezielle Leistungen der Bundesagentur für Arbeit, nicht hingegen Jugendliche, die bloß als „ohne Ausbildungsreife“ eingestuft würden, ohne als „behindert“ zu gelten.

#### Bemühungen um einen angemessenen Sprachgebrauch
Wolfgang Rhein wies in einem 2013 von der Konrad-Adenauer-Stiftung veröffentlichten Aufsatz darauf hin, dass im deutschen Sprachraum das Attribut „behindert“ vor Personenbezeichnungen bzw. die Substantivierung „Behinderte“ erst seit den 1980er Jahren in größerem Umfang verwendet worden seien. Noch 1958 habe es im (katholischen) „lexikon für theologie und kirche“ das Lemma „Behinderte“ nicht gegeben; dieses sei erst in der Ausgabe von 1994 aufgenommen worden.
2013 ersetzte ein „Teilhabebericht“ der Bundesregierung die früher mit „Behindertenbericht“ (z. B. 2009) betitelte Bilanz über die Lebenslagen von Menschen mit Beeinträchtigungen in Deutschland. Er befürwortet eine Abkehr von der Sichtweise, die Behinderung als persönliches Defizit interpretiert. „Behinderung hingegen entsteht durch Benachteiligung. Untersucht werden Lebenslagen von Menschen, die beeinträchtigt sind und Behinderungen durch ihre Umwelt erfahren.“

„Der Kern des Problems mit dem Begriff Behinderung ... liegt in der Unterscheidung von Menschen mit und ohne und damit in der Konstruktion von zwei unterschiedlichen Gruppen, von denen die eine als normal definiert ist und die andere als nicht normal.“

„Niemals würde ein Mathematiklehrer einen Tierpfleger wegen seiner wahrscheinlich nicht übermäßig vorhandenen Mathekenntnisse als behindert bezeichnen, eine Reinigungskraft bezeichnet einen Bauingenieur wegen wahrscheinlich fehlender Reinigungspraktiken nicht als behindert, und ein Dachdecker betitelt einen Gärtner nicht als behindert, weil er am Boden arbeitet. Diese Reihe an Beispielen ließe sich unbegrenzt fortsetzen. Betrachten wir die Sichtweise (behinderter Mensch – nicht behinderter Mensch) doch einfach mal aus der umgekehrten Perspektive. Ich kenne keinen contergangeschädigten Menschen, der alle anderen, die nicht z. B. mit den Füßen schreiben oder essen können, als behindert bezeichnet. Oder halten alle im Rollstuhl sitzenden Menschen die Läufer für behindert, weil sie nicht mit dem Rollstuhl umgehen könne?“

Generell lässt sich feststellen, dass Komposita, die mit dem Wortteil „Behinderten-“ beginnen, bis 2023 nur teilweise nach dem Vorbild Bilanz über die Lebenslagen von Menschen mit Beeinträchtigungen durch andere Begriffe ersetzt wurden (z. B. Behindertenfahrdienst → Fahrdienst für Menschen mit Behinderungen). Ersatzformulierungen für Fachbegriffe wie Behindertenhilfe haben sich im allgemeinen Sprachgebrauch noch nicht etabliert.
Es sind prinzipiell zwei Arten der Kritik an der Praxis zu unterscheiden, Menschen als „Behinderte“ zu bezeichnen:
1. Die auf die Semantik bezogene Kritik hebt darauf ab zu betonen, dass „Behinderung“ ein Konstrukt sei, das Beeinträchtigungen der verschiedensten Art in einem Sammelbegriff vereinige. Was Behinderung sei, müsse nominalistisch definiert werden.[23] Letztlich hafte der Unterscheidung zwischen behinderten und nicht behinderten Menschen immer ein Element der Willkür an (vgl. den vor Gericht ausgetragenen Streit um die Frage, ob Analphabetismus eine Form der Behinderung sei). Auf keinen Fall sei der behinderte Mensch (wie es die Zweiteilung zwischen „Behinderten“ und „Nicht-Behinderten“ suggeriert) „ganz anders“ als die nicht behinderten Menschen.
2. Die auf die Pragmatik bezogene Kritik bestreitet nicht, dass bestimmte Menschen auf bestimmte Weise beeinträchtigt seien, hält aber die Art und Weise, wie dieser Umstand thematisiert wird, für unangemessen. Die Verwendung von Kategorien wie „Behinderte“ diene im Sprachgebrauch zwar dazu, die Referenz zu vereinfachen (d. h. klar zu vermitteln, was gemeint ist), jedoch können sich Merkmale, die bezeichnet werden, zum Stigma verfestigen, wenn sich in dem Begriff Vorurteile spiegeln. Allerdings macht dieser Auffassung zufolge nicht der Begriff selbst, sondern der Sprechakt eine Äußerung aufgrund ihrer Kontextabhängigkeit zur Diskriminierung.[24] Im Sinne der pragmatischen Kritik stellte bereits Erasmus von Rotterdam die These auf, es sei „nicht menschlich, […] einen Einäugigen einäugig, einen Hinkenden hinkend und einen Schielenden schielend zu nennen.“[25]

##### Anderes Sprechen als Ausdruck von Wertschätzung
Stefan Göthling, Geschäftsführer von „Mensch zuerst“ in Deutschland fordert:

„Ich möchte nicht als „geistig Behinderter“ bezeichnet werden. Das verletzt mich. Dazu hat kein Mensch das Recht. Bitte unterstützen Sie uns weiterhin dabei, gegen dieses Unrecht zu kämpfen. Ich bitte Sie: Erzählen Sie auch anderen Menschen von unserer Unterschriften-Liste. Damit der Begriff geistig behindert endlich abgeschafft wird.“

Als Reaktion auf die pragmatische Kritik gibt es Bemühungen, Ersatzformulierungen zu finden, die nicht diskriminierend und stigmatisierend wirken. Manche alten Begriffe im Wortfeld „Behinderung“ werden wegen eines Mangels an Passgenauigkeit und ihres Diskriminierungspotenzials in Frage gestellt und sollen durch Bezeichnungen ersetzt werden, die zeitgemäßer sein sollen. Die betreffenden Sprachreformer fordern, mit Sprache reflektierter und bewusster umzugehen, um hierdurch zu Veränderungen im Bewusstsein der Adressaten ihrer Ausführungen beizutragen.
Besonders bekämpft werden abwertend gemeinte Bezeichnungen, z. B. Invalide (vom Lateinischen invalidus: kraftlos, schwach, hinfällig), und Schimpfwörter wie Krüppel oder Missgeburt oder die spanische Bezeichnung minusválidos („Minderwertige“) für Menschen mit Behinderung. Auch der im süddeutschen und österreichischen Sprachgebrauch übliche Ausdruck „bresthaft“ für behindert wird heute als diskriminierend abgelehnt. Von den zumeist selbst betroffenen Vertretern der Krüppelbewegung wurde der Begriff „Behinderter“ dagegen bewusst durch den alten, eigentlich verpönten Ausdruck „Krüppel“ ersetzt. Im Sinne eines Geusenwortes nahmen sie damit einen allgemein als abwertend empfundenen Ausdruck positiv-provozierend für sich in Anspruch.
Vom österreichischen Bundesministerium für soziale Sicherheit, Generationen und Konsumentenschutz wurde ein Buch herausgebracht, welches einen emanzipatorischen Sprachgebrauch nahelegt. Es finden sich folgende Beispiele
- „behindertengerecht“: besser „barrierefrei“

(Barrierefreiheit ist für alle Menschen wichtig.)
- „taubstumm“: besser „gehörlos“

(Gehörlos geborene Menschen können sprechen und verstehen sich als Angehörige einer Sprachminderheit.)
- „Liliputaner“: besser „Kleinwüchsige“

(Kleinwüchsige Menschen sind keine Angehörigen eines exotischen, dazu noch fiktiven Volkes)
- „Pflegefall“: besser „Pflegebedürftige Person“

(Ein Mensch ist kein „Fall“.)
- „An den Rollstuhl gefesselt sein“: besser „Einen Rollstuhl benutzen“

(Ein Rollstuhl bedeutet keine Immobilität.)
Die von den österreichischen Behörden vorgeschlagenen Alternativen: „behinderter Mensch“ statt „Behinderter“ und „Down-Syndrom“ statt „Mongolismus“ werden ihrerseits wiederum kritisiert: Nur durch den Begriff „Mensch mit Behinderung“ würden die Betreffenden nicht auf ihre Behinderung reduziert, und die Bezeichnung „Trisomie 21“ sei besser als der Begriff „Down-Syndrom“, weil der Begriff „Syndrom“ zu stark auf „Krankheit“ verweise. Allerdings sei er immer noch der Unterstellung vorzuziehen, die Betreffenden hätten sich angeblich in Mongolischstämmige, womöglich noch in einen „primitiven Rassetypen“ verwandelt, die in dem Begriff „Mongolismus“ mitschwinge.
Im deutschsprachigen Raum findet zudem das Projekt Leidmedien.de Beachtung in der überregionalen Presse, das vor allem Journalisten Handreichungen für die Berichterstattung über Menschen mit Behinderungen bieten möchte. Im Vordergrund steht hierbei die Vermeidung auch unbeabsichtigter Klischees, die beim Rezipienten „Opfer“- oder „Helden-Bilder“ entstehen lassen können.
Bislang nicht durchgesetzt hat sich der Begriff kognitive Behinderung an Stelle der geistigen Behinderung, da hierbei nur ein Wortteil vom Deutschen in eingedeutschtes Latein übersetzt wird. Manche in dieser Form behinderte Menschen bezeichnen sich stattdessen als Mensch mit Lernschwierigkeiten.
Die wirtschaftsnahe österreichische Website „myability.org“ bewertete 2017 das Wortfeld „Behinderung“ als „mit inklusivem Wording vereinbar“. Obwohl das Wort „Behinderung“ „immer noch ein komisches Gefühl bei vielen Menschen“ auslöse, sei es „politisch korrekt, dieses Wort zu schreiben oder zu sagen“. Denn während sich das Wort „Beeinträchtigung“ als vorgeschlagenes Ersatzwort für „Behinderung“ sich auf die körperlichen Aspekte einer Behinderung beziehe, bringe das Wort „Behinderung“ „auch die soziale Dimension der Behinderung durch außen ein“.
Begrifflichkeiten im Englischen sind je nach amerikanischer oder britischer Definition unterschiedlich. Im Amerikanischen hat sich zunächst „people with disabilities“ durchgesetzt. Alternativ benutzen manche Menschen den Ausdruck „people with special needs“ („Personen mit besonderen Bedürfnissen“). Ähnliche Begriffsschöpfungen gibt es auch im deutschsprachigen Raum, zum Beispiel im Ausdruck „besondere Kinder“. Im Britischen ist der Begriff „disabled people“ gang und gäbe.
Die Bewegung „People First“ folgt dem Motto: „Words do matter“. Sie hat erreicht, dass in den meisten Sprachen – wie im Deutschen („Menschen mit…“) – Personenbezeichnungen mit „people/persons with…“ beginnen.

##### Anderes Sprechen als Ausdruck eines anderen Denkens und einer anderen Praxis
Der angestrebte Sprachwandel soll nicht nur dazu dienen, respektvoll über Menschen mit Behinderungen zu sprechen. Neue Begriffe sollen auch die Funktion haben, andere Denkweisen und andere Verhältnisse zu bezeichnen, die es anzustreben gelte.
So werde traditionell zwischen Menschen mit geistiger Behinderung bzw. kognitiver Beeinträchtigung und Menschen mit einer Lernbehinderung unterschieden, die entsprechend verschiedene Schultypen besuchen bzw. besucht haben. Durch den Begriff „Menschen mit Lernschwierigkeiten“ werde, so die Befürworter der Verwendung dieses Begriffs, der „Tatsache“ Rechnung getragen, dass eine saubere Trennung beider Gruppen nicht möglich sei.
Auch soll das Ideal der Inklusion (der Begriff stammt ursprünglich aus der Mathematik) nach dem Wunsch seiner Anhänger das weniger anspruchsvolle Ideal der Integration von Menschen mit Behinderung ablösen, weil das Bemühen um Inklusion der Gesellschaft eine höhere Verantwortung für die Einbeziehung betroffener Menschen mit all ihren Eigenarten zuweise, statt eine Anpassung zu verlangen bzw. von vornherein Leistungserwartungen zu reduzieren.

##### Kritik am angestrebten Sprachwandel
Versuche einer rein sprachlichen Regelung stoßen auch auf Kritik:
Ulla Fix vom Institut für Germanistik an der Universität Leipzig kann die Anweisung von Vorgesetzten in einem Pflegeheim nicht nachvollziehen, dass die Bewohner des Heims nicht „behinderte Menschen“, sondern „Menschen mit Behinderung“ genannt werden müssten. Ihr erschließe sich der linguistische Unterschied zwischen beiden Formulierungen nicht.
Die Wortneuschöpfungen unterlägen auf Dauer einer Bedeutungsverschlechterung (Euphemismus-Tretmühle). Der Ausdruck „Behinderung“ selbst etwa war ursprünglich ein bewusst wertneutral gewählter Begriff, der ältere, sehr stark negativ konnotierte Begriffe wie „Idiot“ für Menschen mit geistiger Behinderung bzw. „Krüppel“ für Menschen mit körperlichen Beeinträchtigungen ersetzen sollte. Der Begriff erlangt seine abwertende Bedeutung durch einen abwertenden Gebrauch (z. B. als Schimpfwort: „Du bist wohl behindert!“, „Ich bin doch nicht behindert!“). Es sei deshalb gleichgültig, wie eine Gruppe bezeichnet wird. Ihr negatives Image werde auf den Begriff übertragen und nicht umgekehrt.
Auch störten an den Wortneuschöpfungen ihre Länge und ihr als euphemistisch interpretierbarer Charakter. So bezeichne „Behinderung“ den unschönen Sachverhalt, dass eine bestimmte Fähigkeit bei einem bestimmten Menschen fehle, „besondere“ oder „andere Befähigung“ kann jedoch so aufgefasst werden, dass bei dem betreffenden Menschen zusätzliche Fähigkeiten vorhanden seien, die die meisten Menschen nicht hätten. Ebenso verschleiere die Verwendung des Wortfelds „Beeinträchtigung“, dass bei Menschen mit einer Behinderung diese Beeinträchtigung nicht vorübergehender Natur sei (wie etwa bei einer Beeinträchtigung infolge eines gut heilenden Knochenbruchs).
Schließlich löse eine neue Bezeichnung nicht das Problem, dass viele die mit der Diagnose Behinderung einhergehenden Defizitzuschreibungen nicht akzeptieren. Eine Änderung des Wortes für die Diagnose ändere an diesem Sachverhalt nichts.
Problematisch ist Fix’ Ansicht dahingehend, dass bei einer gleichgültigen Verwendung von Sprache jegliche Machtstrukturen und auch jeglicher Bedeutungswandel von Begrifflichkeiten unbetrachtet bleiben. So würde der Argumentation nach auch die Verwendung diskriminierender Fremdbezeichnungen wie „Nigger“, „Schwuchtel“ o. Ä. lediglich ein „negatives Image“ der bezeichneten Gruppe bezeichnen. Zudem räumt sie ein, dass die Suche nach einem Ersatzwort für „Behinderte“ (anstatt „behinderte Menschen“) „eher berechtigt“ sei.
Peter Masuch, Präsident des Bundessozialgerichts, hält es schon im Ansatz für verfehlt, auf die Unterscheidung zwischen Menschen mit und ohne Behinderung zu verzichten und das Wortfeld „Behinderung“ zu meiden. Auf dem Werkstättentag 2016 in Chemnitz stellte er fest: „Während […] der Mensch ohne Behinderung sich wegen des Nachrangs der Sozialhilfe selber helfen kann und muss, bedarf der Mensch mit Behinderung der Unterstützung durch Mitmenschen und Gesellschaft.“ Hintergrund seiner Aussage ist die Absicht, den Personenkreis, der sich rechtswirksam auf die UN-Behindertenrechtskonvention berufen können soll, in Grenzen zu halten, indem er „bloß beeinträchtigte“, aber nicht von einer hinreichend gravierenden Behinderung betroffene Menschen auf ihre Pflicht zur Eigenverantwortung verweist.
Masuchs Haltung, der zufolge es eine präzise Unterscheidung zwischen Benachteiligten mit und ohne Behinderung geben müsse, wird durch neuere Gesetze in Frage gestellt. So besteht z. B. in dem 2023 reformierten § 16i Absätze 3 und 4 SGB II der Unterschied zwischen den Behandlungen von sehr lange Arbeitslosen mit anerkannter und denen ohne anerkannte Behinderung darin, dass der Zeitraum „sehr langer Arbeitslosigkeit“ bei einem Menschen ohne Behinderung mindestens sechs Jahre innerhalb von sieben Jahren und bei einem mit Behinderung mindestens fünf Jahre innerhalb von sechs Jahren umfasst. Dadurch wird vom Gesetzgeber anerkannt, dass die „Diagnose Behinderung“ keine ausreichende Erklärung für alle Formen der Benachteiligung (hier: in Form von lang andauernder unfreiwilliger Nichtbeschäftigung auf dem Arbeitsmarkt) darstellt.
Grundsätzliche Kritik wird aus den Reihen von „Disability Pride“-Anhängern an der Wording-Strategie von „People First“ laut. Die Standardformulierung „Person with… / Mensch mit…“ erwecke die Vorstellung, der auf „with / mit“ folgende Zusatz sei eine Art „Accessoire“, das man bei Bedarf ablegen könne. Die Behinderung sei aber ein fester Bestandteil der Identität des betreffenden Menschen, den der von einer Behinderung betroffene Mensch eben nicht ohne Weiteres „loswerden“ könne. Trotzdem könnten behinderte Menschen auf sich und die Angehörigen ihrer Gemeinschaft stolz sein. Es empfehle sich daher, an Stelle einer „People-First Language“ eine „Identity-First Language“ zu benutzen.

## Internationale Aktivitäten

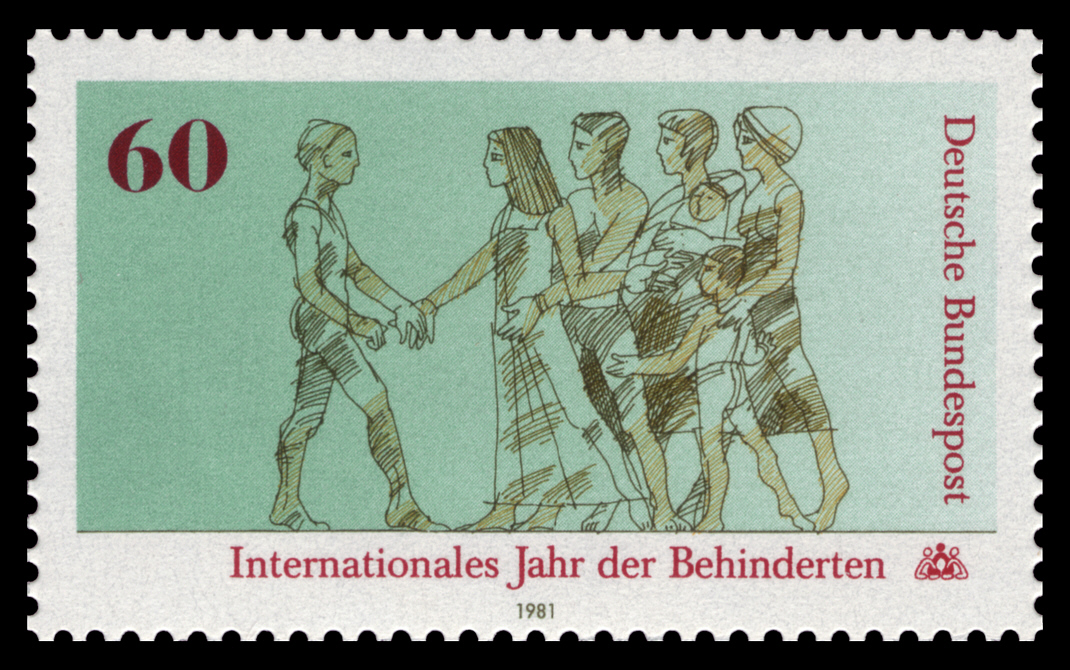
Internationales Jahr der Behinderten: deutsche Briefmarke von 1981

### Salamanca-Erklärung
Die Salamanca-Erklärung mit der Nennung der Inklusion als wichtigstes Ziel der internationalen Bildungspolitik und in der Folge ein erster internationaler Rahmen für deren Umsetzung war das Hauptergebnis der UNESCO-Konferenz Pädagogik für besondere Bedürfnisse: Zugang und Qualität, welche vom 7. bis zum 10. Juni 1994 in Salamanca (ESP) stattfand:

„Das Leitprinzip, das diesem Rahmen zugrunde liegt, besagt, dass Schulen alle Kinder, unabhängig von ihren physischen, intellektuellen, sozialen, emotionalen, sprachlichen oder anderen Fähigkeiten aufnehmen sollen. Das soll behinderte und begabte Kinder einschließen, Straßen- ebenso wie arbeitende Kinder, Kinder von entlegenen oder nomadischen Völkern, von sprachlichen, kulturellen oder ethnischen Minoritäten sowie Kinder von anders benachteiligten Randgruppen oder -gebieten.“

Ein Prozess, der in Deutschland relativ unbeachtet blieb, war die Entstehung der „Umfassenden und Integrativen Konvention zum Schutz und der Förderung der Rechte und Würde von Menschen mit Behinderung der Vereinten Nationen“. Seit 2002 fanden alljährlich zwei so genannte Ad-hoc-Treffen statt, auf denen nationale Vertreter, internationale Behindertenverbände und Nicht-Regierungs-Organisationen (NGO) die Inhalte dieser Konvention in New York verhandelten; ihr Ergebnis war das:

### Übereinkommen über die Rechte von Menschen mit Behinderungen
Am 13. Dezember 2006 beschlossen die Vereinten Nationen die UN-Konvention über die Rechte von Menschen mit Behinderungen – den ersten Menschenrechtsvertrag des 21. Jahrhunderts – zum Schutz und zur Stärkung der Rechte und Möglichkeiten der weltweit auf 650 Millionen geschätzten Zahl von Menschen mit Behinderung. Die Länder, welche die Konvention unterzeichnen, verpflichten sich, diese in nationales Recht umzusetzen und bestehende Gesetze anzupassen. Im Übereinkommen werden unter anderem
- gleiche Rechte in Bildung, Arbeitswelt, kulturellem Leben,
- das Recht an eigenem und ererbtem Besitz,
- das Verbot der Diskriminierung in der Ehe,
- das Recht auf Kinder in Verbindung mit dem Verbot einer Sterilisation aufgrund einer Behinderung,
- das Verbot von Experimenten an Menschen mit Behinderung sowie
- Barrierefreiheit in einem umfassenden Sinn gefordert. Dazu gehört auch die Berücksichtigung der Entstehung neuartiger Barrieren durch den Fortschritt in Wissenschaft und Technik.[42]

Österreich und Deutschland unterzeichneten das Übereinkommen und das Zusatzprotokoll am 30. März 2007. In Österreich wurde das Übereinkommen am 26. Oktober 2008 ratifiziert. Seit 26. März 2009 ist die UN-Konvention über die Rechte von Menschen mit Behinderungen und ihr Fakultativprotokoll nun auch für Deutschland verbindlich.
Deutschland, Liechtenstein, Österreich und die Schweiz hatten dabei fast ohne die Beteiligung von Betroffenen und deren Verbänden eine deutsche Übersetzung der Konvention abgestimmt. Alle Bemühungen entsprechender Organisationen in diesen Staaten zur Beseitigung von erkannten groben Fehlern scheiterten. So wurde z. B. der im Original der Konvention verwendete englische Begriff Inclusion irreführend mit Integration übersetzt.
Dies führte zur Erstellung einer so genannten Schattenübersetzung. Unter dem Aspekt, dass entsprechende Wortwahl zur Bewusstseinsbildung beiträgt, wurde eine deutschsprachige Fassung bereitgestellt, die der Originalfassung näher kommt als die offizielle deutsche Übersetzung. Die gemäß der Konvention in allen Phasen der Umsetzung und Überwachung einzubeziehenden Betroffenen mit ihren Organisationen waren an der Erstellung dieser Fassung beteiligt.

### 1. WHO-Weltbericht zur Behinderung –World report on disability
Im Juni 2011 veröffentlichte die Weltgesundheitsorganisation WHO den 1. weltumfassenden Bericht zur Behinderung.

Eine seiner zentralen Forderungen ist es, Inklusion vor allem im Bereich der Bildung in nachhaltige Konzepte einzubetten.

„Bildung sei auch der Schlüssel zum ersten Arbeitsmarkt, so der Bericht weiter, der für Menschen mit Behinderung durch Vorurteile und Ignoranz, mangelnde Bereitstellung von Dienstleistungen sowie berufliche Aus- und Weiterbildungsmöglichkeiten jedoch weitgehend verschlossen bliebe.“

Nach wie vor blieben die Betroffenen bei den sie selbst betreffenden Entscheidungsprozessen außen vor.

Dabei sei Behinderung

„nicht nur eine medizinische, sondern vor allem eine komplexe sozialpolitische Erscheinung.“

Vielfach sei Behinderung

„sowohl die Ursache als auch die Konsequenz von Armut.“

Menschen mit Behinderung seien weltweit schlechteren gesundheitlichen und sozioökonomischen Bedingungen ausgesetzt. Frauen, Senioren und Menschen in ärmeren Haushalten seien überproportional betroffen. Somit sei Behinderung nicht – wie vielfach angenommen – ein Randgruppen-Phänomen. Zahlen und der Bericht machten deutlich, dass Behinderung in unserer älter werdenden Gesellschaft alle angehe, so die Aktion Mensch. Dies erfordere mehr Engagement von jedem Einzelnen. Engagement, von dem dann auch zukünftige Generationen profitieren könnten.
Die WHO verabschiedete im Mai 2001 das Recht auf selbstbestimmtes Leben für Menschen mit Schwerbehinderung. Dieses Recht ist vor der UN einklagbar. Es fand in der europäischen und deutschen Gesetzgebung nach der Ratifizierung (2008) im Jahr 2009 Eingang in das deutsche Sozialgesetzbuch. Im IHP3-Handbuch zur individuellen Hilfeplanung des Landschaftsverbandes Rheinland wurde ein trägerübergreifendes persönliches Budget für Menschen mit schwerer Behinderung definiert. Das IHP3 basiert auf den Richtlinien des aktualisierten SGB aus dem Jahr 2009.

### Europäischer Protesttag zur Gleichstellung von Menschen mit Behinderung
Der 5. Mai eines Jahres wurde auf Initiative von Disabled Peoples International erstmals 1992 zum Europaweiten Protesttag zur Gleichstellung behinderter Menschen erklärt. Seitdem wird europaweit an diesem Tag mit Demonstrationen und anderen Aktionen, mit Fachveranstaltungen usw. gegen Diskriminierung und Benachteiligung und für die Gleichstellung von Menschen mit Behinderungen in allen Lebensbereichen mobilisiert. Er steht jedes Jahr unter einem anderen Schwerpunkt:
- 2024: SELBSTBESTIMMT LEBEN OHNE BARRIEREN
- 2023: Zukunft barrierefrei gestalten
- 2022: Tempo machen für Inklusion – barrierefrei zum Ziel!
- 2021: Coronabedingt ausgefallen
- 2020: Coronabedingt ausgefallen
- 2019: Mission Inklusion – Die Zukunft beginnt mit dir
- 2018: Inklusion von Anfang an
- 2017: Wir gestalten unsere Stadt. Einfach machen – Für Alle
- 2016: Deutschlands Zukunft inklusiv gestalten
- 2015: AUFZUG STATT AUSZUG
- 2014: OHNE BUNDESTEILHABEGESETZ KEINE INKLUSION
- 2013: ICH BIN ENTSCHEIDEND
- 2012: Inklusion – Dabei sein! Von Anfang an![49]
- 2011: Inklusion beginnt im Kopf![50]

## Länderspezifische Situation

### Deutschland

#### Anzahl der Menschen mit Behinderung
Nach Angaben des statistischen Bundesamtes lebten 2007 (Stand 31. Dezember) in Deutschland 6.918.172 Menschen mit Schwerbehindertenstatus. Ein hoher Anteil von ihnen (54,29 %) sind ältere Menschen über 65 Jahre. 20,39 % umfassen die Altersgruppen von 55 bis unter 65 Jahre, 21,31 % von 25 bis unter 55 Jahre. Die restlichen 4 % sind unter 25 Jahre alt. 64,3 % der Behinderungen werden von dieser Statistik als „körperliche Behinderung“ und 9,9 % als „geistig-seelische“ Behinderung eingeordnet. 82,3 % der Behinderungsursachen seien durch Krankheit, 2,2 % durch Unfälle erworben. Von den nicht volljährigen Personen in Deutschland sind in jedem Altersjahrgang etwa 9.000 Personen, die eine schwere Behinderung haben: Insgesamt 160.154, davon 49.470 durch angeborene Behinderung, 715 durch Unfall, 92.645 durch Krankheit, 17.315 durch andere Ursachen.
Bei den 25–35-Jährigen ist jeder 48. schwerbehindert. Die Wahrscheinlichkeit, einer schweren Behinderung ausgesetzt zu sein, steigt mit dem Alter an, sie liegt im Alter von 60 bis 75 Jahren bei 15 bis 20 %, im Alter von 80 Jahren liegt sie bei 30 %.
Zum Jahresende 2017 wurden insgesamt 7,8 Millionen Menschen mit Schwerbehinderung in Deutschland statistisch erfasst; das waren etwa 151.000 oder 2 % mehr als zwei Jahre zuvor. Der Anteil der Menschen mit Schwerbehinderung, bezogen auf die Gesamtbevölkerung, betrug 9,5 %. 51 % Männer, 49 % Frauen. 78 % waren ältere Menschen ab 55 Jahren. Gegenüber der Erhebung zehn Jahre zuvor hat sich der Anteil der durch Krankheit erworbenen Behinderungen auf 88 % erhöht.

##### Statistische Mängel
Die erwähnten Statistiken erfassen nur Personen, die den rechtlichen Status eines Menschen mit Schwerbehinderung (Grad der Behinderung mindestens 50) und den damit verbundenen Schwerbehindertenausweis nach den Kriterien der AHP und sonstigen gesetzlichen Regelungen auf Antrag erhalten haben, nicht jedoch alle, die ihn beantragen könnten. Weil es keine „Meldepflicht“ für diese berechtigten Personen gibt, lässt sich die tatsächliche Zahl der Menschen mit Behinderung im oben genannten Sinn nur schätzen, wobei häufig die Zahl von 10 % der Gesamtbevölkerung genannt wird. Nationale und internationale Schätzungen unterscheiden sich erheblich, da eine einheitliche und international verbindliche Definition von „Behinderung“ nicht existiert.

#### Situation der Familien
Die Datenlage zur Situation von Familien mit Kindern, die durch eine oder mehrere Behinderungen eingeschränkt sind, ist – zumindest in Deutschland – relativ dünn.
Eine solche Untersuchung wurde in 16 Modellregionen – eine je Bundesland – bei insgesamt knapp 1000 Familien durchgeführt, in denen ein Kind mit Behinderung lebt:
Bei den befragten Familien
- gab es überdurchschnittlich viele allein erziehende Frauen;
- lag die Zahl der Kinder im Durchschnitt deutlich höher als im Bundesdurchschnitt;
- stellte die Betreuung und Förderung des Kindes mit Behinderung einen sehr großen Anteil der zu leistenden Familienarbeit dar, denn es benötigte pro Tag im Durchschnitt viele Stunden mehr Hilfe als ein Kind ohne Behinderung gleichen Alters.
- war die Aufgabenverteilung nach wie vor geschlechtsspezifisch: zumeist übernehmen die Mütter den Großteil der anfallenden Familienaufgaben;
- waren die Mütter weniger häufig erwerbstätig als im Durchschnitt;
- war die Mehrheit der Mütter mit ihrer zeitlichen Situation überwiegend zufrieden, ein kleinerer Teil voll und ganz zufrieden;
- äußerte sich die Mehrzahl der Mütter mit dem Umfang ihres Zeiteinsatzes für die Betreuung der anderen Kinder zufrieden;
- äußerten die Mütter auf Nachfrage aber den Wunsch nach mehr Arbeitsteilung in der Familie; sie würden ihren eigenen Zeiteinsatz für die Betreuung des Kindes mit Behinderung und die Hausarbeit gern verringern und wünschen sich mehr Zeit für Freizeit und Erwerbstätigkeit.

Von herausragender Bedeutung für die Entlastung von Familien mit Kindern, die durch eine oder mehrere Behinderungen eingeschränkt sind, sind die Familienentlastenden Dienste verschiedener Anbieter, die in Deutschland in der Regel im Rahmen von Verhinderungs- oder Ersatzpflege von der zuständigen Pflegeversicherung bezahlt werden, sofern das Kind mit Behinderung mindestens in die Pflegestufe „1“, seit Juni 2008 auch in die so genannte Pflegestufe „0“ eingestuft wurde.
Die ehemalige Beauftragte der Bundesregierung für die Belange behinderter Menschen Karin Evers-Meyer sieht ein soziales Risiko für Familien mit Kindern, die eine Behinderung haben: „Familien mit Kindern mit Behinderung haben in Deutschland ein doppelt so hohes Armutsrisiko wie Familien mit Kindern ohne Behinderung.“

#### Traditionelle karitative Einrichtungen
Seit dem späten 18. Jahrhundert dienten vor allem kirchliche und andere karitative Einrichtungen dazu, Kinder und Erwachsene mit Behinderung von der Gesellschaft zu isolieren. Seit dem 19. Jahrhundert wurde Pflege und schulische Förderung staatliche Aufgabe.
Anfangs fand die angebliche Unterstützung von Menschen mit Behinderung überwiegend in dafür spezialisierten Einrichtungen wie Sonderschulen, „Werkstätten für behinderte Menschen“ (WfbM), Internaten oder Heimen statt. Kritiker nehmen an, dass sich diese Aussonderung in fast allen Fällen gegen die Menschen mit Behinderung richtet.
Inzwischen ist die Landschaft der Einrichtungen und der Konzepte des Abbaus von Barrieren breit aufgefächert, was auch Ergebnis der lebendigen politischen und wissenschaftlichen Diskussion der letzten Jahrzehnte ist.

#### Gesetzliche Vorgaben
Durch die neuere Gesetzgebung ist die Gesellschaft aufgefordert, Strukturen zur Unterstützung von Menschen mit Behinderung zu schaffen. In Deutschland findet dies Ausdruck in Artikel 3 Abs. 3 Satz 2 des Grundgesetzes: „Niemand darf wegen seiner Behinderung benachteiligt werden“.
Dieses Prinzip muss vom Staat in der Gesetzgebung, der Verwaltung und bei der Rechtsprechung berücksichtigt werden. So finden sich zahlreiche Regelungen zum Nachteilsausgleich und zum Schutz der Rechtsposition von Menschen mit Behinderung u. a. im Sozialrecht, im Steuerrecht, im Arbeitsrecht oder auch in Bauvorschriften, hier insbesondere zum Thema Barrierefreiheit. Die besonderen Interessen von Arbeitnehmern mit Behinderung werden von der Schwerbehindertenvertretung bzw. von der Vertrauensperson wahrgenommen. Die Leistungen der Rehabilitation (Leistungen zur Teilhabe) sind in den Büchern des Sozialgesetzbuchs verankert, insbesondere im SGB IX. Für zahlreiche Menschen mit Behinderung ist auch die Pflegeversicherung (SGB XI) von großer Bedeutung für die Finanzierung nötiger Hilfen.
Konzepte, Maßnahmen und Einrichtungen der Behindertenhilfe setzen schon bei Kleinkindern (Frühförderung) an und gehen weiter über verschiedene Maßnahmen für Kinder und Jugendliche, insbesondere in den Fachgebieten der Sonderpädagogik, der Heilpädagogik und der Rehabilitationspädagogik. Auch für Erwachsene existieren Leistungsansprüche und Hilfsangebote im Bereich der Eingliederungshilfe im Alltag, im Beruf sowie im Bereich der medizinischen Rehabilitation. Behinderung kann bei Volljährigen unter bestimmten Umständen zur Anordnung einer rechtlichen Betreuung (§§ 1896 ff. BGB) führen.
Spezifische Regelungen für Menschen mit Behinderung sind in allen Lebensbereichen notwendig.

##### Einzelne Gesetze
- Das Gesetz zur Gleichstellung behinderter Menschen enthält verschiedene Verpflichtungen zur Gleichstellung und Barrierefreiheit.
- Die Bauordnung enthält grundlegende Vorgaben für barrierefreies Bauen (vgl. § 39 LBO BW).
- Landesgleichstellungsgesetz
- Die Barrierefreie-Informationstechnik-Verordnung (BITV) macht Vorgaben für spezifisch barrierefreie IT-Systeme, beispielsweise barrierefreies Internet.
- SGB IX: Rehabilitation und Teilhabe von Menschen mit Behinderung. Erster Teil Regelungen für Menschen mit Behinderung, zweiter Teil Schwerbehindertenrecht
- SGB XI: Pflegeversicherung
- SGB XII: hier regeln im 6. Kapitel die § 53 bis 60 die Eingliederungshilfe für Menschen die im Sinne von § 2 Abs. 1 Satz 1 des SGB IX eine Behinderung haben.
- Kraftfahrzeughilfe-Verordnung: Regelt die Bezuschussung von Pkw für Menschen mit Behinderung.
- Bundeswahlgesetz: § 13 BWahlG regelt den Ausschluss vom Wahlrecht
- Arbeitsplätze sind barrierefrei zu gestalten, § 3a Abs. 2 ArbStättV

#### Vor- und Nachteile der Geltendmachung des Schwerbehindertenstatus
Menschen mit erheblichen Beeinträchtigungen bzw. deren Eltern (wenn es sich um Kinder handelt) überlegen oft, ob es sinnvoll sei, einen Schwerbehindertenausweis zu beantragen, durch den die betreffende Person amtlich die Eigenschaft anerkannt bekommt, „schwerbehindert“ zu sein.
Diejenigen, die diesen Schritt vollziehen und damit Erfolg haben, sehen in aller Regel die Vorteile einer solchen Anerkennung in Form von Steuererleichterungen und anderen Nachteilsausgleichen.
Von Rechts wegen ist es nicht zulässig, jemanden wegen seiner Behinderung zu benachteiligen. In Deutschland verbieten dies Art. 3 Absatz 3 des Grundgesetzes sowie das EU-Recht. Auch das Allgemeine Gleichbehandlungsgesetz (AGG) erwähnt ausdrücklich das Merkmal „Behinderung“ als Eigenschaft von Menschen, die als Begründung für eine Benachteiligung nicht angeführt werden darf. Im Gegensatz zu anderen Merkmalen ist es aber zulässig, einen Menschen wegen seiner Behinderung zu bevorzugen, indem er beispielsweise bei gleicher Qualifikation einem anderen Bewerber um einen Arbeitsplatz vorgezogen wird. In Deutschland besteht für Arbeitgeber, die jahresdurchschnittlich 20 und mehr Mitarbeiter beschäftigen, die Pflicht, Menschen mit schwerer Behinderung einzustellen (§ 154SGB IX). Beschäftigt er weniger Menschen mit schwerer Behinderung oder Gleichgestellte als in diesem Gesetz festgelegt, muss er eine Ausgleichsabgabe zahlen (§ 160 SGB IX). Das ist ein Anreiz zur Einstellung von Menschen mit Schwerbehinderung.
Deshalb sollte sich der Besitz eines „Schwerbehindertenausweises“ bei Bewerbungen um einen Arbeitsplatz nicht negativ auswirken, obwohl dies häufig befürchtet wird. Bereits 2015 wiesen jedoch Ernst von Kardorff und Heike Ohlbrecht in einer im Auftrag der Antidiskriminierungsstelle des Bundes durchgeführten Studie nach, dass eine bevorzugte Methode von Betrieben, die Ausgleichsabgabe für die Nichterfüllung der Behindertenquote im Betrieb zu vermeiden, darin bestehe, Arbeitskräfte mit Behinderung „intern zu rekrutieren“ („interne Rekrutierung“). Bei dieser Methode werden vor allem „wertvolle“ Arbeitskräfte mit einem „in langer Betriebszugehörigkeit erworbene[n] embedded knowledge über Betriebsabläufe“, die chronisch krank geworden oder auf andere Weise „leistungsgewandelt“ sind, ermuntert, den Status der Schwerbehinderung amtlich geltend zu machen. Diese Methode „sozialisiert“, wenn sie erfolgreich ist, die „Last“ der Leistungsminderung der betreffenden Arbeitskraft für den Arbeitgeber und mildert zugleich das Problem eines wachsenden Fachkräftemangels, indem der Person das Risiko, als nicht mehr junge Arbeitskraft arbeitslos zu werden, deutlich verringert wird.
Eine Umfrage der Europäischen Union hat ergeben, dass im Jahr 2008 41 Prozent der Menschen in der EU der Meinung waren, eine Behinderung führe dazu, dass ein Bewerber ohne Behinderung bei gleicher Qualifikation einem Menschen mit Behinderung vorgezogen werde. Von den Managern unter den Befragten meinten das sogar 46 Prozent. Die tätigkeitsneutrale Frage nach einer Schwerbehinderung ist nach neuerer obergerichtlicher Rechtsstellung regelmäßig im Einstellungsverfahren unzulässig bzw. diskriminierend (LAG Frankfurt, Teilurteil vom 24. März 2010, 6/7 Sa 1373/09). Folgt man dieser Auffassung, besteht daher ähnlich wie bei der Frage nach einer Schwangerschaft ein „Recht zur Lüge“. Hier ist auch anzumerken, dass beim Arbeitgeber (genau so wie bei Behörden usw.) immer nur der „Schwerbehindertenausweis“ vorgelegt werden muss, jedoch nicht der behördliche Feststellungsbescheid des Versorgungsamts, aus der die Art der Behinderung (Diagnose) hervorgeht. Der Arbeitgeber darf dessen Vorlage nicht verlangen.
Entgegen einer weit verbreiteten Ansicht enthält eine Anerkennung als „schwerbehinderte Person“ auch nach dem Inkrafttreten des Bundesteilhabegesetzes ab dem 25. Juli 2017 keine Garantie, dass der betreffende Mensch Leistungen aus der Eingliederungshilfe erhält, obwohl dies ursprünglich vom Gesetzgeber geplant war. Denn laut § 99 Abs. 1 und 2 SGB IX erhalten Menschen mit einer wesentlichen Behinderung Leistungen aus der Eingliederungshilfe. Es ist jedoch nicht gelungen, eine Synonymie der Begriffe wesentliche Behinderung und Schwerbehinderung herzustellen, mit der Folge, dass es auch Menschen mit einer wesentlichen Behinderung ohne Schwerbehindertenstatus gibt. Bei der Reform des Bundesteilhabegesetzes bestand ein Konflikt zwischen den Zielen,
- einerseits allen Menschen mit einer anerkannten Schwerbehinderung einen Anspruch auf den Bezug der Eingliederungshilfe zu gewähren, und
- andererseits die Menge der Anspruchsberechtigten nicht zu erhöhen (als Instrument der Kostendämpfung).[58]

#### Beauftragte und Organisationen für die Belange von Menschen mit Behinderung sowie Selbsthilfegruppen

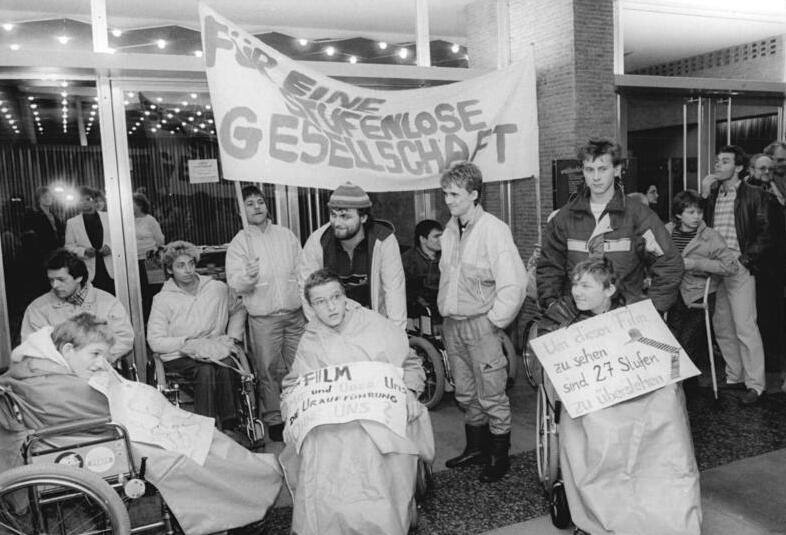
Berlin, Januar 1990: Rollstuhlfahrer demonstrieren vor einem Kino. Unter der Losung „Gegen bauliche und geistige Barrieren – für zugängliche Menschen und Gebäude“ forderten sie mit ihrer 20-minütigen Blockade im Kinoeingang, Menschen mit Behinderung nicht länger vom kulturellen Leben auszugrenzen.

Die Interessen von Menschen mit Behinderung sollen im Bund sowie in den Bundesländern, Städten und Gemeinden von Beauftragten für ihre spezifischen Belange vertreten werden.
Darüber hinaus gibt es eine Vielzahl von Organisationen für die Belange von Menschen mit Behinderung, Verbänden und Selbsthilfegruppen, die entweder als Lobby Einfluss auf die Politik zu nehmen versuchen oder dem Erfahrungsaustausch betroffener Menschen dienen sollen. Diese Verbände haben Anhörungs- und Verbandsklagerechte nach den Gleichstellungsgesetzen des Bundes und der Länder und nach dem SGB IX.
Der/die Beauftragte der Bundesregierung für die Belange von Menschen mit Behinderung gehört zum Aufgabenbereich des Bundesministeriums für Arbeit und Soziales. Seit 2018 übt Jürgen Dusel dieses Amt aus. Seine Vorgängerin war Verena Bentele.

#### Rehabilitation, Integration, Inklusion
Seit den 1970er Jahren entstehen neue Denk- und Handlungsansätze zur Rehabilitation und Integration von Menschen mit Behinderungen. Politisch engagierte Mitglieder der Selbsthilfevereine fühlten sich zunächst von Vertretern und Mitarbeitern historisch gewachsener Strukturen der Rehabilitation weniger gefördert, forderten mehr Selbstbestimmung und protestierten gegen Menschenrechtsverletzungen in Pflegeheimen und Sonderarbeitsplätzen (Krüppelbewegung).
Im Zusammenhang mit reformpädagogischen Überlegungen bestehen heute integrative und inklusive Ansätze, so z. B. entsprechende Kindergärten, Schulen, auch so genannte Integrationsfirmen. Dies sind reguläre Organisationen, in denen durch konzeptionelle, personelle und strukturelle Vorkehrungen auch die Bedürfnisse von Menschen mit Behinderung berücksichtigt werden, wodurch gemeinsames Lernen und Arbeiten (Arbeitsintegration) ermöglicht werden soll.

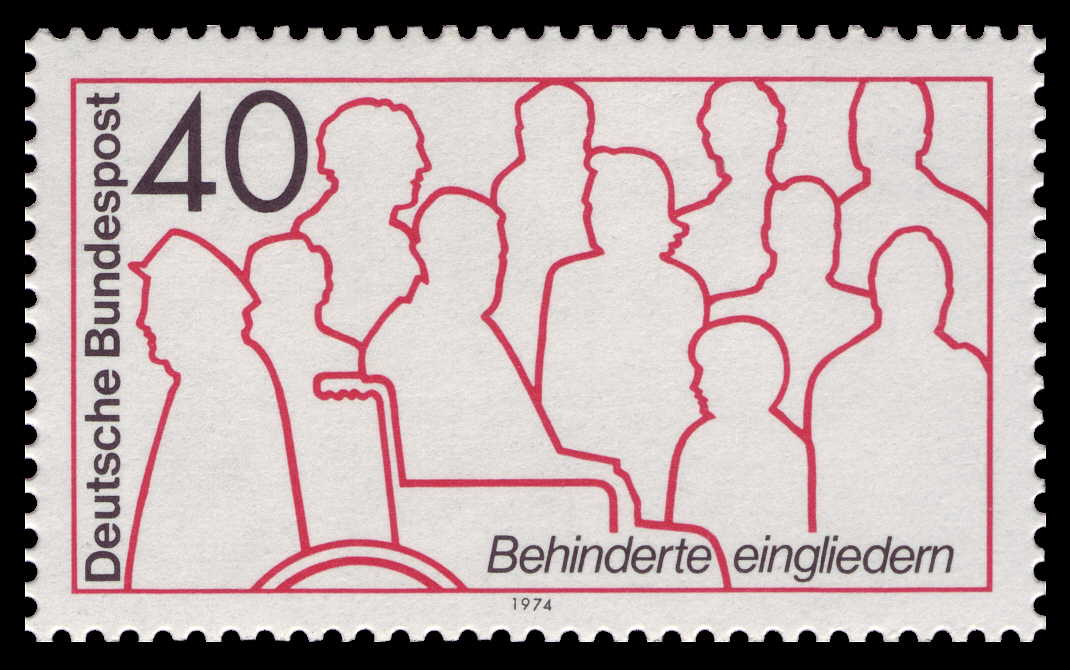
Rehabilitation: „Behinderte eingliedern“ – Briefmarke von 1974

Als Rehabilitation werden alle Maßnahmen verstanden, die auf eine Integration (Eingliederung) oder Wiedereingliederung von Menschen in die Gesellschaft abzielen. Leistungen werden im Bereich der schulischen und beruflichen Ausbildung, der Medizin und der Förderung zur Teilnahme am sozialen Leben erbracht. In den Folgejahren entstanden neue soziale Initiativen und Modelle zur eigenständigen Organisation von Pflege und Betreuung, unter anderem persönliche Assistenz, persönliches Budget, die Arbeitsassistenz im Beruf, oder die betriebliche Mitbestimmung in den Werkstätten für Menschen mit Behinderung (WfBM), die heute durch einen Werkstattrat ausgeübt wird.
In einem Urteil des Bundessozialgerichts vom November 2011 wurde klargestellt, dass so genannte Leistungen zur „Teilhabe am Arbeitsleben“, die bislang ausschließlich in einer WfbM erbracht wurden, nicht allein deshalb vom Persönlichen Budget ausgespart werden könnten, weil einer Einrichtung die Anerkennung als Werkstatt fehlte. Der Beauftragte der Bundesregierung für die Belange behinderter Menschen Hubert Hüppe forderte anschließend in einer Stellungnahme,

„die Kostenträger seien jetzt aufgerufen, der Klarstellung des Bundessozialgerichts zu folgen und Werkstattleistungen auch ohne Anbindung an Werkstätten für behinderte Menschen zu gewähren. Im Rahmen des Persönlichen Budgets müssten die Leistungen dem Menschen folgen und nicht umgekehrt.“

Seit einigen Jahren zeichnet sich so ein Paradigmenwechsel ab: weg vom Fürsorgeprinzip hin zum so genannten Empowerment (Bestärkung) und weg von einem ausschließlich medizinischen Verständnis von Behinderung hin zu einer sozialen Definition. Darüber hinaus wird Behinderung zunehmend als krisenhaftes Ereignis nicht nur für die persönlich Betroffenen, sondern auch für die jeweiligen Angehörigen und Freunde begriffen (Schuchhardt, 1982). Rehabilitation wird daher auch als Anbahnung eines Lernprozesses gedeutet, an dessen Ende nicht nur die Verarbeitung des Eintritts einer Behinderung durch die Betroffenen erfolgreich gemeistert werden können, sondern auch die Umgebung des Behinderten „behindertengerecht“ für die spezifischen Bedürfnisse und das natürliche „anders Sein“ angepasst würden. Wichtige Leitgedanken sind hier:
- soziale Teilhabe statt Pflege,
- überlegte Planung statt Barrierenerrichtung,
- Achtung und Respekt statt Diskriminierung,
- integrierte Teilhabe statt vorgeburtliche Selektion und gesellschaftlich-institutionelle Ausgrenzung.

##### Aktuelle Situation im Bereich Bildung
In der Realität ist es in Deutschland häufig so, dass Kinder mit Behinderungen keinen Platz in regulären Schulen finden – in Baden-Württemberg beispielsweise praktisch nie. Daher müssen Kinder mit Behinderung oft in gesonderte Schulen gehen, das betrifft vor allem weiterführende Schulen. Als Grund für die Ablehnung von Kindern mit Behinderung wird von entsprechenden Einrichtungen oft angeführt, die Umgebung sei ungeeignet. Das hat häufig zur Folge, dass Kinder vom Elternhaus getrennt werden, da entsprechende Schulen oft weit vom Wohnort gelegen sind und somit nur eine Internatslösung in Frage kommt. Das wiederum kann leicht zu einer weiteren Hürde im Integrationsprozess für die Betroffenen werden und kann auch zu großen Problemen im persönlichen Umfeld führen.
Die ehemalige Beauftragte der Bundesregierung für die Belange behinderter Menschen Karin Evers-Meyer zu den Folgen dieser Situation: „Kein vergleichbares Land sortiert Kinder nach Behinderungsarten. Für jeden Fall haben wir eine gesonderte Schule. Aber danach gibt es nicht etwa einen Job, sondern eine Werkstatt für Behinderte – weiter getrennt vom Rest der Welt.“ „Weil wir Behinderte in unserem Alltag immer weniger sehen, entfremdet sich die Gesellschaft von ihnen.“

### Schweiz
Um die Anzahl der Personen mit Behinderung festzustellen, fehlt in der Schweiz ein geeignetes Messinstrument. Im Gegensatz zu Deutschland kennt die Schweiz keine Ausweise für Menschen mit Schwerbehinderung. Deshalb ist es nicht sehr zielführend, die nachfolgend unter dem Titel Invalidenversicherung angeführten Rentenbestände der Invalidenversicherung zur Bemessung beizuziehen. Insbesondere, da der Rentenbestand aufgrund von Sparmaßnahmen, wie sie unten weiter erklärt werden, drastisch abgenommen hat.

#### Individualverkehrstechnische Mobilität
Kantonale Strassenverkehrsämter, oder in einigen Kantonen ausgelagert an die Stadt- oder Kantonspolizeien, führen einen für den motorisierten Individualverkehr erleichternden, blauen Parkausweis – den „Parkausweis für Menschen mit Behinderungen in der Europäischen Union“ –, den die Schweiz als Nicht-EU-Mitglied übernommen hat und lautend auf die darauf angewiesene Person ausgestellt wird. Da dieser Ausweis personenbezogen ausgestellt wird, ohne die Fahrzeugkennnummer im Ausweis zu hinterlegen, erleichtert dies das Reisen mit dem eigenen oder fremden Kraftfahrzeug als Fahrer oder Passagier auf dem europäischen Kontinent erheblich.

#### Behindertengleichstellungsgesetz (BehiG)
Das 2004 in Kraft getretene Bundesgesetz zur Gleichstellung von Menschen mit Behinderung sieht vor, insbesondere physische Barrieren bei Bildungsinstitutionen, im Bereich öffentlicher Verkehr und bei „öffentlich zugänglichen Gebäuden mit Publikumsverkehr“ (u. a. Restaurants, Kinos, Hotels, Schwimm- und Hallenbäder, Sportanlagen, Verwaltungsgebäude) abzubauen.

#### UN-Konvention über die Rechte von Menschen mit Behinderungen
Die Schweiz hat die UN-Konvention über die Rechte von Menschen mit Behinderungen, nachfolgend als UNO-Behindertenrechtskonvention bezeichnet, am 15. April 2014 von beiden Parlamentskammern ratifizieren lassen. Nach einer Frist von 30 Tagen und der Übergabe der Urkunde zum Beitritt ist die UNO-Behindertenrechtskonvention seit 15. Mai 2014 nun offiziell in Kraft.
Diesem Meilenstein ist ein seit Verabschiedung der UNO-Behindertenkonvention 2006 andauernder Kampf um Unterzeichnung dieses Menschenrechtsabkommens im schweizerischen Parlament vorausgegangen. So wurde durch Nationalrätin Pascale Brunderer eine Motion eingereicht, die die Ratifizierung der UNO-Konvention verlangt.
Das neben der generellen UNO-Behindertenrechtskonvention bestehende Fakultativprotokoll hat die Schweiz nicht unterzeichnet.

#### Behinderung und Armutsgefährdung
Da je nach Grad einer Behinderung eine mehr oder minder eingeschränkte Arbeitsfähigkeit für körperlich und/oder mental anspruchsvollen Tätigkeiten resultiert, ist es nicht weiter verwunderlich, dass Menschen mit Behinderung viel eher einem Armutsrisiko ausgesetzt sein können, als dies im Vergleich zu Menschen ohne Behinderung der Fall wäre. Das Bundesamt für Statistik gibt für 2012 an, dass 19 % „in einem Haushalt [leben], dessen verfügbares Einkommen unter 60 Prozent des Schweizer Medianeinkommens lag“, während für 2007 „nur“ 14 % armutsgefährdet gewesen sein sollen. Verglichen mit den 11 % bei der übrigen Bevölkerung, bei der sich zwischen 2007 und 2012 der Wert von Armutsbetroffenen konstant gehalten hat, lag die Armutsgefährdung von Menschen mit Behinderung also 7 % (2012) beziehungsweise 3 % (2007) höher. Seit 2007 werde dieser Graben „tendenziell grösser“. Noch höher lag der Wert der Armutsgefährdung, wenn die Menschen in ihrem Alltagsleben stark eingeschränkt sind. Dieser Wert lag 2012 bei 25 %.

##### Invalidenversicherung (IV)
Beim Bundesamt für Sozialversicherungen (BSV) sind die nach dem Bundesgesetz über die Invalidenversicherung gezahlten IV-Renten statistisch erfasst. Im Jahr 2003 bekamen 271.039 Personen einfache Invalidenrenten und 185.476 noch Zusatzrenten. Die durchschnittliche Rente betrug 1.396 CHF pro Monat. Individuelle Maßnahmen (Hilfsmittel, Förderschulen, Berufliche Ausbildung usw.) bezogen 400.537 Personen. Bei den Männern ist einer von fünf kurz vor der Pensionierung IV-Rentner. Aus finanzieller Schieflage der Invalidenversicherung heraus – die IV musste für 2009 noch ein Defizit von 1,126 Milliarden CHF verbuchen – gleiste das Schweizerische Parlament auf Anfang 2008 die sogenannte IVG-Revision 5 auf, um ein paar Jahre später auf Anfang 2012 mit der IV-Revision 6 – aus politischen Gründen einer möglichen Blockierung in den beiden Parlamentskammern aufgeteilt in eine IVG-Revision 6a (in Kraft getreten 2012) und 6b (2014) – aufzuwarten. Die IVG-Revision 6b ist 2013 am negativen Votum des Ständerates, der gewisse strittige Punkte mit dem Nationalrat abschwächen wollte, gescheitert. Der Nationalrat wollte dieses durchaus sehr ambitionierte Vorhaben ohne Abstriche durchbringen.
Das eigentliche Ziel, die Invalidenversicherung von einer Rentenversicherung in eine „Eingliederungsversicherung“ umzubauen und 17.000 Rentenbezüger – oder in Vollrenten ausgedrückt: 12.500 Bezüger von Vollrenten – in den ersten Arbeitsmarkt einzugliedern, wurde trotz positiver Darstellung seitens des BSVs mehrheitlich verfehlt, da nicht die tatsächlich erfolgreich Eingegliederten zu diesen Zahlen gezählt werden, oder die Renten, die die IV seit 2008 aufgrund sogenannter Frühinterventionsmassnahmen (im Triangel mit Arbeitgebern, Haus- und Fachärzten, sowie der betreffenden Person) verhindern konnte, sondern nur der absolute Rentenbestand, der 2005 einen Höhepunkt von 252.000 Rentner vorwies, 2013 noch 230.000 betrug und mehrheitlich damit zu begründen ist, dass vielen Betroffenen (es liegen keine Zahlen vor) eine Rente verweigert wird, das sich in erhöhter Fallzahl von Gerichtsverfahren bei den Versicherungsgerichten in den einzelnen Kantonen und dem Bundesgericht ausdrückt, oder aufgrund neuer Definition in der IV-Gesetzgebung bezüglich Schmerzpatienten, die mit „pathogenetisch-ätiologisch unklaren syndromalen Beschwerdebildern [ohne nachweisbare organische Grundlage]“ leben, kategorisch von Versicherungsleistungen ausgeschlossen sind.

##### Sozialhilfe
Die Sozialhilfe springt als letztes Auffangnetz in der sozialen Sicherung der Schweiz ein, ist aber grundsätzlich nicht auf Menschen mit Behinderung ausgerichtet, da weiterhin ein unhaltbarer, politischer Konsens nicht nur nach Volksmund, sondern auch unter Politikern herrscht, in dem davon ausgegangen wird, dass, wer mit einer Behinderung lebt, automatisch von der Invalidenversicherung „profitiert“. Wer keine Invalidenrenten (mehr) erhält, muss sich also zwangsläufig auf dem Sozialamt der Gemeinde melden, um wenigstens auf ein „soziales“ Existenzminimum, das gemäß SKOS-Richtlinie für 2013 bei etwa CHF 1700 bis 1800 beziehungsweise in Kantonen, Ortschaften und Gemeinden mit hohen Bruttomieten (inklusive Nebenkosten) CHF 2000 bis CHF 2200 liegt, zu gelangen. Diese Zahl spiegelt die wirtschaftliche Sozialhilfe, inklusive der Mietzins- und Krankenversicherungskosten wider. Auf die oben angesprochene politische Meinung zurückkehrend ist es nicht verwunderlich, dass Sozialämter seit spätestens der IVG-Revision 6a mit erhöhter Fallzahl von armutsgefährdeten Personen mit Behinderung konfrontiert und teilweise überfordert sind.

##### Ergänzungsleistungen (EL)
Eine IV-Rente kann durch Ergänzungsleistungen, die mehrheitlich von Kantonen, aber auch von Gemeinden und dem Bund, durch Steuermittel finanziert wird, auf ein erweitertes Existenzminimum, das 2013 maximal CHF 2'700 betrug, aufgebessert werden. 2013 bezogen 111'400 Personen ergänzend zu einer IV-Rente Ergänzungsleistungen, was 42,2 % der Ausgaben für IV-Renten entspricht.

#### Assistenzbeitrag
Als positiver Aspekt der IV-Revision 6a ist die Einführung eines Assistenzbeitrages, wie er im unmittelbaren europäischen Umland schon länger existiert, zu erwähnen. Allerdings gilt die Einschränkung, dass einer Person, die von einer Körper- oder Sinnesbehinderung betroffen ist und Assistenzbeiträge erhält, untersagt wird, Assistenz aus dem unmittelbaren Umfeld nachzufragen beziehungsweise jemanden aus diesem Personenkreis dafür zu bezahlen. Des Weiteren werden Menschen mit mentaler Behinderung kategorisch von diesen Leistungen ausgeschlossen.
Für Aufsehen sorgte der Fall einer jungen, alleinerziehenden Mutter, die ihre berufliche Tätigkeit aufgrund der schweren Stoffwechselerkrankung ihrer Tochter aufgeben musste, um sie rund um die Uhr zu pflegen und ihren Gesundheitszustand zu überwachen. Eine solche Konstellation wurde vor Einführung des Assistenzbeitrages in der Schweiz nicht entschädigt beziehungsweise nicht besonders berücksichtigt. Angehörigen wird bis heute noch die Einlieferung ihrer Familienmitglieder in ein (Pflege-)Heim empfohlen, so auch hier. Weil aber der Wechsel in eine solche Institution aufgrund des Stresses, der der Tochter zusätzlich zu ihrer Krankheit zugeführt worden wäre, zu gefährlich war, entschied sich die Mutter für die Pflege zu Hause. Die Mutter konnte die Pflege zwar zu Beginn mit Unterstützung ambulanter Helfer bewerkstelligen, die sie aber nur ein paar Stunden in der Woche entlastete. In ihrer Verzweiflung wandte sie sich deshalb an die Medien, worauf sie durch Spenden finanziert für einige Monate entlastet wurde. Nach zwischenzeitlicher Erteilung des Assistenzbeitrages durch die IV konnte die Mutter für die Rund-um-die-Uhr-Betreuung genügend Pflegekräfte für ihre Tochter bis zu ihrem Tod im März 2014 einstellen. Dadurch konnte sich die Mutter mit dem Assistenzbeitrag soweit einrichten, dass sie ihren angestammten Beruf wieder aufnehmen konnte. Da der Assistenzbeitrag flexibel eingesetzt werden kann, ist es für Angehörige oder die betreute Person möglich, den Assistenzbeitrag direkt einzusetzen oder aber für eine Haushaltshilfe, um sich zu entlasten. Es ist aber eine Einschränkung, dass ein Assistenzbeitrag nicht für die unmittelbaren Angehörigen eingesetzt werden kann.

### Russland
Während u. a. ein hoher medizinischer und pädagogischer Standard und ein verbessertes Wissen um Entwicklungsmöglichkeiten es Menschen mit Behinderung mittlerweile in vielen Ländern ermöglicht, ein relativ normales und langes Leben zu führen, sieht es in manchen Regionen dahingehend noch sehr schlecht aus: In Russland beispielsweise wird auch heute noch den Eltern nach der Geburt eines Kindes mit Behinderung geraten, den Säugling in ein Heim zu geben. Durch unzureichende personelle und materielle Ausstattung, Mangelernährung, wenig Bewegungsfreiheit und so gut wie keine pädagogische Zuwendung, Förderung und Therapie lernen viele Kinder weder Laufen noch Sprechen. Nicht selten versterben sie im Kindesalter, da sie medizinisch kaum bzw. nur ungenügend behandelt werden. Eine Schulbildung ist – wenn überhaupt – nur für leicht beeinträchtigte Kinder und Jugendliche vorgesehen und Arbeitsmöglichkeiten für erwachsenen Menschen mit Behinderung sind nur sporadisch vorhanden.

### Großbritannien
Eine britische Untersuchung unter Familien mit blinden oder sehbehinderten Kindern zeigte, dass die praktische und emotionale Hilfe durch die Großeltern eine entscheidende Rolle spielen kann.

## Forschungsprojekte
- Projekt „BAIM plus – Mobilität durch Information“ dient zur Verbesserung der Fahrgastinformation für Menschen, die in ihrer Mobilität eingeschränkt sind.
- CLASDISA ist ein fünfjähriges vom Österreichischen Wissenschaftsfonds FWF finanziertes Forschungsprojekt der Universität Wien, das über vergleichende Untersuchungen in Österreich, Thailand und Äthiopien zu Aussagen über den Zusammenhang von Behinderung, Bildung, Kultur und Gesellschaft gelangt.
- Projekt „SELBST – Selbstbewusstsein für Mädchen und Frauen mit Behinderung.“[68] Das Projekt dient der Bestandsaufnahme und Qualitätsanalysen zu Selbstbehauptungs- und Selbstverteidigungsübungen für Frauen und Mädchen mit Behinderung innerhalb des Behindertensports.
- Disability Studies ist eine interdisziplinäre Wissenschaft, die sich der Erforschung der sozial- und kulturwissenschaftlichen Grundlagen und Auswirkungen der Behinderung widmet.

## Filme, Fernsehserien und Veranstaltungen im Kontext
Menschen mit Behinderung sind in der Unterhaltungsindustrie deutlich unterrepräsentiert. Wie eine Studie der Annenberg School for Communication and Journalism an der University of Southern California in Los Angeles zu den jeweils hundert einträglichsten Filmen der Jahre 2007 bis 2017 zeigte, waren nur 2,5 % der Sprechrollen mit Menschen mit Behinderung besetzt, während der Anteil der Menschen mit Behinderung an der Bevölkerung der USA 18,7 % beträgt.
Gerade weil die Einstellung und Haltung von Zuschauern durch Filme beeinflusst werden kann, ist die Art und Weise, auf die Menschen mit Behinderung in Filmen dargestellt werden, von gesellschaftlicher Relevanz. Eine Darstellung, die weder auf Mitleid noch auf Ablehnung basiert, sondern eine Interaktion auf Augenhöhe ermöglicht, ebnet dabei den Weg zu mehr Integration. Wo jedoch fiktive Darstellungen direkte Erfahrungen von Menschen mit Behinderung ersetzen, ist eine authentische und differenzierte Repräsentation oft nur sehr begrenzt möglich.
| Film                                             | Land u. Jahr | Handlung |
| ------------------------------------------------ | ------------ | --- |
| Licht und Finsternis („Die Liebe einer Blinden“) | AT, 1917     | Stummfilmmelodram von Fritz Freisler 1917 mit Magda Sonja, in der Rolle einer jungen Frau, die bereits früh erblindet ist. |
| Freaks                                           | USA, 1932    | Bei dem damals sehr umstrittenen Drama von Tod Browning waren erstmals Andersartige die Sympathieträger. Ein Großteil der Darsteller waren echte Sideshow-Künstler. |
| Bomber & Paganini                                | D, AU, 1976  | Gaunerkomödie von Nikos Perakis mit Mario Adorf, der einen Blinden spielt und Tilo Prückner in der Rolle eines Gelähmten. |
| Der Elefantenmensch                              | USA, 1980    | Filmdrama von David Lynch, das die wahre Geschichte des schwer deformierten Joseph Merrick (1862–1890) erzählt, dargestellt von John Hurt. Neben guten Einspielergebnissen erhielt der Film in insgesamt acht Kategorien für den Oscar nominiert. |
| Der Duft der Frauen                              | USA, 1992    | Tragikomödie, nach der Romanvorlage von Giovanni Arpino. Al Pacino wurde für seine Darstellung eines erblindeten Oberstleutnants mit einem Oscar als bester Hauptdarsteller ausgezeichnet. |
| Der geheime Garten („The Secret Garden“)         | USA, GB 1993 | Basierend auf Frances Hodgson Burnetts (mehrfach verfilmter) Romanvorlage von 1911. Colin ist zu schwach zum Laufen und wird von seiner Familie versteckt, bis ihn seine etwa gleichaltrige Cousine Mary entdeckt und sich mit ihm anfreundet. |
| Rain Man                                         | USA, 1994    | Roadmovie mit Tom Cruise und Dustin Hoffman, dessen Darstellung eines als Autisten sich an einem echten Vorbild orientierte und mit einem Oscar in der Kategorie bester Hauptdarsteller ausgezeichnet wurde. |
| Mein linker Fuß                                  | IR, 1989     | Verfilmung eines autobiografischen Romans mit Hugh O’Conor als spastisch gelähmten Jungen, der zu einem jungen Mann (Daniel Day-Lewis) heranwächst, der nicht sprechen kann. Er lernt mit seinem linken Fuß zu schreiben und zu malen. |
| Gilbert Grape – Irgendwo in Iowa                 | USA, 1993    | Familiendrama mit Leonardo DiCaprio als geistig behinderten Teenager, der den Filmbruder, des mit dem Leben überforderten Gilbert Grape (Johnny Depp) verkörpert. |
| Wir können auch anders …                         | D, 1993      | Komödie von Detlev Buck, in der zwei Lernbehinderte, gespielt von Joachim Król und Horst Krause, in der Nachwendezeit, einen Roadtrip durch die neuen Bundesländer unternehmen. |
| Forrest Gump                                     | USA, 1994    | Literaturverfilmung über einen Menschen mit Behinderung, der scheinbar unmögliche Dinge im Leben erreicht, mit Tom Hanks. |
| Jenseits der Stille                              | D, 1996      | Regisseurin Caroline Link erzählt, wie Lara (Sylvie Testud), die Tochter gehörloser Eltern, die Musik entdeckt und selbst beginnt, Klarinette zu spielen. Unterwegs in eine Welt, zu der ihre Eltern keinen Zutritt haben, wird Lara zur jungen Frau. Nominiert für den Oscar. |
| Gattaca                                          | USA, 1997    | Dystopie, in der es sowohl um den sozialen Druck geht, der in einer Gesellschaft entsteht, in der Präimplantationsdiagnostik der Norm entspricht, als auch um die Diskriminierung Behinderter. Mit Jude Law als verbittertem Rollstuhlfahrer mit wünschenswertem Erbgut und Ethan Hawke, der natürlich gezeugt wurde und seine (als minderwertig eingestufte) DNA daher geheim halten muss. |
| Idioten                                          | DK, 1998     | von Lars von Trier setzt sich kontrovers mit dem gesellschaftlichen Bild von Menschen mit geistiger Behinderung auseinander. |
| Vom Fliegen und anderen Träumen                  | GB, 1998     | Helena Bonham Carter spielt eine ALS-Kranke, die im Supermarkt klaut und ihre Unschuld verlieren will. |
| Der Pferdeflüsterer                              | USA, 1998    | Bestsellerverfilmung. Regisseur/Hauptdarsteller Robert Redford erzählt wie die 13-jährige Grace (Scarlett Johansson), deren rechtes Bein nach einem Reitunfall amputiert werden muss, sich ins Leben zurückkämpft. |
| Ganz normal verliebt („The Other Sister“)        | USA, 1999    | Über die Probleme zweier ineinander verliebte Menschen mit geistiger Behinderung. Mit Juliette Lewis, Giovanni Ribisi, Diane Keaton. |
| Crazy                                            | D, 2000      | Mit Robert Stadlober in der Rolle eines halbseitig gelähmten Teenagers. Basierend auf dem gleichnamigen autobiografischen Roman von Benjamin Lebert. |
| Ich bin Sam                                      | USA, 2001    | Sean Penn als alleinerziehender Vater, der eine geistige Behinderung hat und daher um das Sorgerecht für seine Tochter Lucy Dakota Fanning kämpfen muss. |
| Elling                                           | NR, 2001     | Elling, gespielt von Per Christian Ellefsen leidet unter einer Angststörung. Nach einer Romanvorlage von Ingvar Ambjørnsen und mit Sven Nordin in der zweiten Hauptrolle. |
| Verrückt nach Paris                              | D, 2002      | Roadmovie, gespielt von Menschen mit Behinderung in den Hauptrollen, über Wahrnehmung und Selbstdarstellung von Behinderung, Freundschaft, Liebe. |
| Elling – Nicht ohne meine Mutter                 | NR 2003      | Die Handlung des Films spielt noch zu Lebzeiten von Ellings Mutter und somit vor dem Film Elling. |
| Erbsen auf halb 6                                | D, 2004      | Roadmovie über Blinde mit Fritzi Haberlandt. |
| Am seidenen Faden                                | D, 2004      | Kurz nach der Hochzeit erleidet der 33-jährige Boris einen Schlaganfall. In sehr persönlichen Bildern begleitet seine Frau, die Regisseurin Katharina Peters, die sechs Jahre danach mit der Kamera. Ausgezeichnet beim Leipziger DOK-Filmfestival. |
| Inside I’m Dancing                               | IR, 2004     | Buddy-Movie über zwei körperbehinderte, junger Männer, die mit Cerebralparese und Muskeldystrophie ein möglichst selbstbestimmtes Leben führen möchten. |
| Contergan                                        | D, 2007      | in dem der Contergan-Skandal aufgearbeitet wird. Die Contergan-geschädigte Katrin wird von Denise Marko dargestellt, die durch ihr Amniotisches-Band-Syndrom ein Krankheitsbild aufweist, welches einer Conterganschädigung äußerlich ähnelt. |
| Der Geschmack von Schnee (Snow Cake)             | UK/CAN 2006  | Sigourney Weaver als Autistin, deren Tochter bei einem Verkehrsunfall stirbt und die später mit dem überlebenden Fahrer befreundet ist. |
| Schmetterling und Taucherglocke                  | FR/USA 2007  | Beruht auf der Biografie des infolge eines Schlaganfalls am Locked-in-Syndrom erkrankten Jean-Dominique Bauby, die dieser allein mit dem Lidschlag seines linken Auges Buchstabe für Buchstabe diktiert hat. |
| Hasta la vista                                   | NL, 2011     | Drei junge Männer fahren auf eigene Faust nach Spanien, um in einem Bordell ihr „Erstes Mal“ zu erleben. |
| Ziemlich beste Freunde                           | FR, 2011     | Vielfach ausgezeichneter Film, der die wahre Geschichte des querschnittgelähmten vermögenden Philippe (François Cluzet) und seines Assistenten Driss (Omar Sy) erzählt, die gemeinsam den Spaß am Leben entdecken (beruht auf einer wahren Begebenheit). |
| Inklusion – gemeinsam anders                     | D, 2011      | Inklusive Pädagogik von innen: Zwei Teenager, die Rollstuhlfahrerin Steffi (15) und der lernbehinderte Paul, müssen sich auf einer neuen Schule in einer Inklusionsklasse zurechtfinden. Regie: Marc-Andreas Bochert |
| Das Glück an meiner Seite (You’re Not You)       | USA, 2014    | Filmdrama mit Hilary Swank, der in dem Film eine an ALS erkrankte Pianistin verkörpert, die sich mit ihrer Pflegerin (Emmy Rossum) anfreundet. |
| Umweg nach Hause                                 | USA, 2016    | Romanverfilmung mit Craig Roberts, der in dem Film an Muskeldystrophie Duchenne erkrankt ist und sich mit seinem Pfleger, gespielt von Paul Rudd anfreundet. Die beiden unternehmen schließlich einen gemeinsamen Roadtrip. |
| Alles außer gewöhnlich                           | FR, 2019     | Die Sozialkomödie erzählt eine wahre Geschichte aus dem Alltag in der Arbeit mit Autisten. |

### TV-Sendereihen
- Unser Walter (1974), ZDF-Mehrteiler. In sieben Folgen wird ein Kind mit Down-Syndrom über einen Zeitraum von 20 Jahren begleitet.
- Normal – Eine wöchentliche Sendung in Sport1 aus der und über die Szene der Menschen mit Behinderung
- Challenge. (Memento vom 3. August 2007 im Internet Archive) – Ein Magazin im Privatsender kabel eins
- Sehen statt Hören – Wochenmagazin für Hörgeschädigte des Bayerischen Rundfunks
- Menschen – das Magazin der Aktion Mensch im ZDF
- Selbstbestimmt[79] - Format von und für Menschen mit Behinderung
- Echtes Leben[80] - Dokus über Menschen, die sich Lebensaufgaben stellen

### Dokumentarfilme
- Behinderte Zukunft, Regie: Werner Herzog, 62 Min., Deutschland 1971.
- SHAMELESS: The ART of Disability, Regie: Bonnie Sherr Klein, 72 Min., Kanada 2006.
- Schade, dass wir etwas besonderes sind – Das Leben mit einem behinderten Partner,[81] Regie: Anita Read, 18 Min., Deutschland 2008.

### Filmfestival
- Internationales Kurzfilmfestival „Wie wir leben“[82]

### Sportveranstaltungen
Beispiele für Sportveranstaltungen im Behindertensport sind:
- Special Olympics bezeichnet die nationalen Wettkämpfe der Menschen mit kognitiven Einschränkungen.
- Paralympics bezeichnet die internationalen Wettkämpfe des Sports von Menschen mit einem Handicap.
- Deaflympics bezeichnet die jeweils ein Jahr nach jeder Olympiade stattfindenden „Weltspiele der Gehörlosen“.

## Veröffentlichungen
- Adam Merschbacher: Behindert! Wie kann ich helfen? E-Book (mobi), Taschenbuch, ISBN 978-3-347-07602-0 Gebundenes Buch, ISBN 978-3-347-07603-7.
- Gottfried Biewer: Grundlagen der Heilpädagogik und Inklusiven Pädagogik. 3., überarb. u. erweit. Auflage. Klinkhardt (UTB), Bad Heilbrunn 2017, ISBN 978-3-8252-4694-5.
- Günther Cloerkes: Soziologie der Behinderten. Eine Einführung. 3., neu bearb. und erw. Auflage. Heidelberg 2007, ISBN 978-3-8253-8334-3.
- Walter Fandrey: Krüppel, Idioten, Irre: zur Sozialgeschichte behinderter Menschen in Deutschland. Silberburg-Verlag, Stuttgart 1990, ISBN 3-925344-71-3.
- Beate Firlinger (Hrsg.): Buch der Begriffe. Sprache, Behinderung, Integration. Integration: Österreich. Bundesministerium für soziale Sicherheit, Generationen und Konsumentenschutz. Wien 2003.
- Barbara Fornefeld: Einführung in die Geistigbehindertenpädagogik. München/Basel 2002.
- Rudolf Forster, Volker Schönwiese: Behindertenalltag – wie man behindert wird. In: bidok.uibk.ac.at (20. Juni 2012)
- Ch. Fürll-Riede, R. Hausmann, W. Schneider: Sexualität trotz(t) Handicap. Thieme-Verlag, Stuttgart 2000, ISBN 3-13-118211-3.
- Gisela Hermes: Behinderung und Elternschaft – kein Widerspruch. Ag Spak, Neu-Ulm 2004, ISBN 3-930830-46-9.
- Bernhard Knittel: SGB IX Rehabilitation und Teilhabe behinderter Menschen – Kommentar. Loseblattwerk. Verlag R. S. Schulz, Stand: 1. April 2008, ISBN 978-3-7962-0615-3.
- Klaus Lachwitz: Übereinkommen der Vereinten Nationen über die Rechte von Menschen mit Behinderung. In: BtPrax. 2008, S. 143.
- Erich Lenk: Behinderte Menschen. In: Deutscher Verein für Öffentliche, Private Fürsorge (Hrsg.): Fachlexikon der sozialen Arbeit. 6., völlig überarb. und aktualisierte Auflage. Baden-Baden 2007, ISBN 978-3-8329-1825-5, S. 100–101.
- Martin Löschau, Andreas Marschner: Das neue Rehabilitations- und Schwerbehindertenrecht. Neuwied 2001.
- Alter und Behinderung. In: Deutsches Zentrum für Altersfragen e. V. (Hrsg.): Expertisen zum ersten Altenbericht der Bundesregierung – IV. Angebote und Bedarf im Kontext von Hilfe, Behandlung, beruflicher Qualifikation. (= „Weiße Reihe“ des Deutschen Zentrums für Altersfragen e. V.). Berlin 1993, ISBN 3-88962-117-1, S. 359–417.
- Reinhard Markowetz, Günther Cloerkes (Hrsg.): Freizeit im Leben behinderter Menschen: theoretische Grundlagen und sozialintegrative Praxis. Edition S, Heidelberg 2000, ISBN 3-8253-8262-1.
- Heidrun Metzler, Elisabeth Wacker: Behinderung. In: Otto, Hans-Uwe, Thiersch, Hans (Hrsg.): Handbuch Sozialarbeit, Sozialpädagogik. 3. Auflage. München/Basel 2005, ISBN 3-497-01817-1, S. 118–139.
- Christian Mürner, Udo Sierck: Behinderung – Chronik eines Jahrhunderts. 1. Auflage. Beltz Juventa, Weinheim 2012, ISBN 978-3-7799-2840-9.
- Lisa Pfahl: Techniken der Behinderung. Der deutsche Lernbehinderungsdiskurs, die Sonderschule und ihre Auswirkungen auf Bildungsbiografien. transcript, 2011, ISBN 978-3-8376-1532-6.
- Peter Radtke: Behinderung und die Ideologie des „Normalen“. In: Hellmut Puschmann (Hrsg.): Not sehen und handeln (Caritas). Freiburg/Br. 1996
- Andreas Rett: Kinder in unserer Hand – Ein Leben mit Behinderten. ORAC, Wien 1990, ISBN 3-7015-0178-5.
- Karl Friedrich Schlegel: Der Körperbehinderte in Mythologie und Kunst. Stuttgart 1983.
- Felix Welti: Behinderung und Rehabilitation im sozialen Rechtsstaat. Mohr Siebeck, Tübingen 2005, ISBN 3-16-148725-7.
- Bundesministerium für Arbeit und Soziales. Referat Information, Publikation, Redaktion (Hrsg.): Ratgeber für Menschen mit Behinderung. Ausgabe 2013. Bonn 2013 (Stand: Januar 2013. Bei den einzelnen Gesetzen steht der Rechtsstand immer am Anfang)
- taz.de, Sonderausgabe zum Welttag der Menschen mit Behinderung, 2. Dezember 2016: taz.mit behinderung

### International
- Europäische Kommission: Beschäftigung, Soziale Angelegenheiten und Chancengleichheit, ec.europa.eu: Menschen mit Behinderung
- leidmedien.de: Journalismus-Online-Portal zur klischeefreien Berichterstattung über Menschen mit Behinderungen
- un.org: Vertragstext: Übereinkommen über die Rechte behinderter Menschen in deutscher Sprache
- Disabilities and rehabilitation: World report on disability. WHO, 2011 (mit Link zum Volltext; 380 Seiten)

### Deutschland
- Beauftragte der Bundesregierung für die Belange behinderter Menschen (Deutschland): behindertenbeauftragter.de
- bidok.uibk.ac.at: Digitale Volltextbibliothek für integrative/inklusive Pädagogik
- Bundeszentrale für politische Bildung, bpb.de: Menschen mit Behinderung. In: Aus Politik und Zeitgeschichte, Ausgabe 23/2010 (PDF; 3,2 MB)
- Statistisches Bundesamt (Destatis):
  - Themenseite Behinderte Menschen
  - Aufsätze aus Wirtschaft und Statistik
- Die Fachverbände für Menschen mit Behinderung: diefachverbaende.de
- Bundesministerium für Arbeit und Soziales: einfach-teilhaben.de
- familienratgeber.de: Webportal für Menschen mit Behinderung mit bundesweiter Adressdatenbank mit Anlaufstellen vor Ort
- Bundeszentrale für gesundheitliche Aufklärung, kindergesundheit-info.de: Leben mit einem behinderten oder chronisch kranken Kind

### Österreich
- hannahwahl.at: die.wahl - „Wir sind nicht behindert – wir werden behindert“ (Blogbeitrag: „Forschungsprojekt widmet sich der Geschichte der Selbstbestimmt-Leben-Bewegung in Österreich“)